# Lorcher Hochaltar

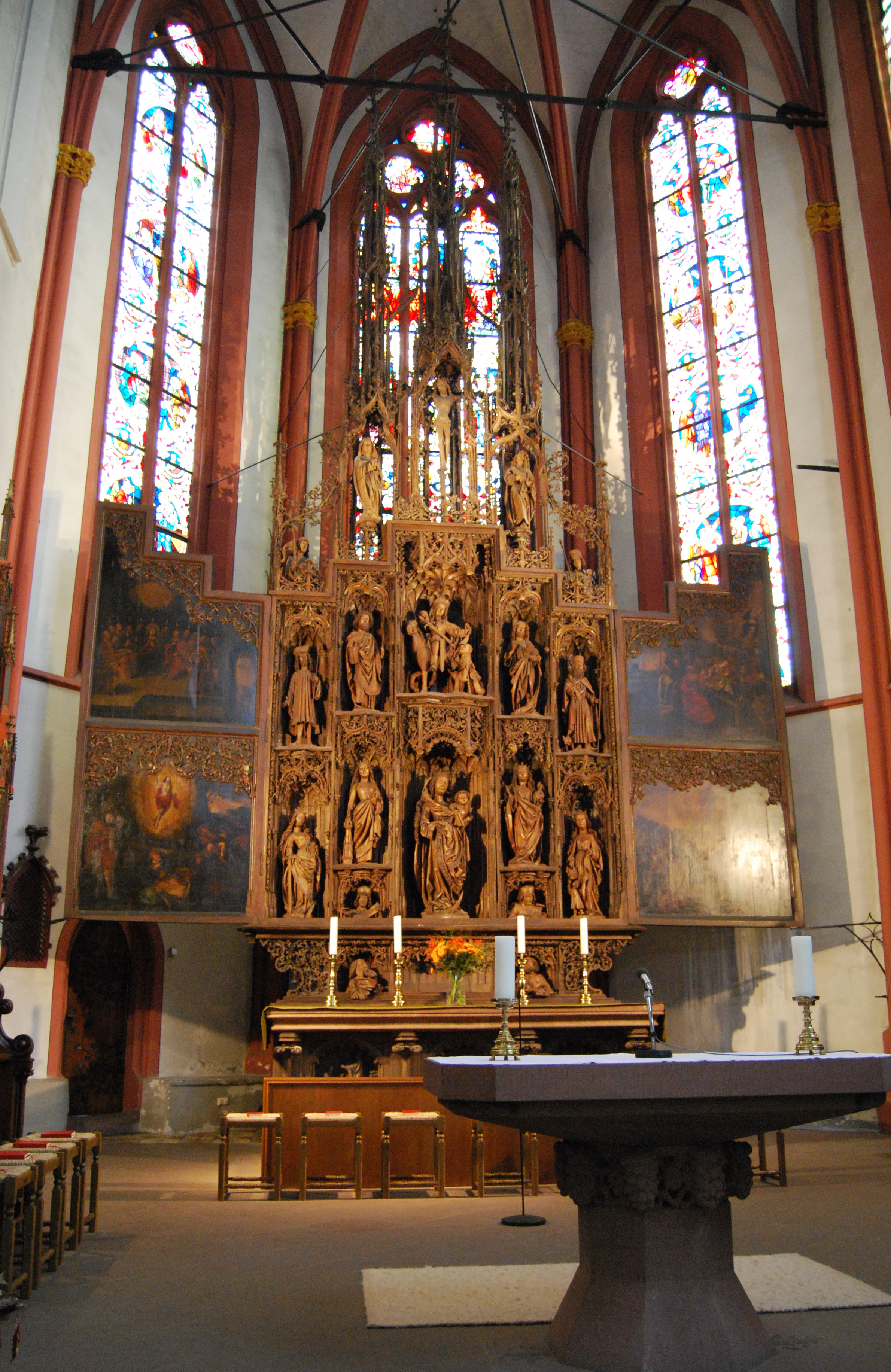
Der spätgotische Lorcher Hochaltar

Der spätgotische Lorcher Hochaltar von 1483 gilt als erster monochrom gestalteter Schnitzaltar Deutschlands. Der Flügelaltar ist der größte und ausstattungsmäßig besterhaltene im deutschen Kunstbereich. Er gilt als wertvollstes Kunstwerk des Bistums Limburg.

## Geschichte
Die Errichtung des Lorcher Hochaltares war Abschluss und Krönung der über 200 Jahre währenden Bautätigkeit an der Kirche St. Martin in Lorch am Rhein. In einer Zeit der wirtschaftlichen Blüte wurde das Retabel von Lorcher Adelsfamilien gestiftet, wie zahlreich angebrachte Wappen belegen. Identifizieren lassen sich noch die Wappen vom damaligen Mainzer Dompropst Waldeck von Lorch, das der Frischenstein von Waldeck, die traditionell das Lorcher Pfarrbenefizium innehatten, das Mainzer Rad sowie die Wappen der Familien Hilchen, Schetzel und Hertwich.

Da es keinerlei Dokumente über die Entstehungsgeschichte des Altares mehr gibt, ist der Name des Schnitzmeisters nicht gesichert. In früherer Zeit schrieb man irrtümlich dem Ulmer Jörg Syrlin dem Älteren das Werk zu. Neuere Forschungen gingen dann von Nachfolgern des Niclas Gerhaert van Leyden aus. Ende der 1980er Jahre führte der Restaurator Eike Oellermann im Rahmen eines Forschungsprojektes zum Frühwerk Riemenschneiders technologische Untersuchungen am Lorcher Retabel durch und konnte beweisen, dass der Lorcher Hochaltar ursprünglich monochrom konzeptioniert war. Die Ergebnisse veranlassten 1993 Hanns Hubach zu einem systematischen Quellenstudium und detaillierten stilistischen Untersuchungen; dabei kam er zu dem Schluss, dass der Wormser Holzschnitzer Hans Bilger der Schöpfer des Retabels war.
Begründet hat er dies hauptsächlich durch strukturelle, übergeordnete Gemeinsamkeiten wie die frühe Verwendung reinen Astwerks anstelle architektonischer Zierformen, die Figurenbüsten im Schrein sowie die frühe monochrome Fassung; aber auch die gute Transportmöglichkeit von Worms nach Lorch auf dem Rhein floss mit in die Überlegungen ein. Gesichert sind das Fertigstellungsjahr 1483, das Aussehen des Magister fabricae und des Altarschnitzmeisters, denn diese haben sich als Büsten mit Spruchband und Jahreszahl im Schrein verewigt.
1597 wurden die bis dato monochromen Altarflügel mit Camaieu-Gemälden bemalt. Dazu wurden die vorhandenen Flachreliefs entfernt, wie vorhandene, 5 cm tiefe Nagellöcher beweisen.
1719 bekam dann der ursprünglich monochrom konzipierte Schnitzaltar eine polychrome Rokokofassung, die Altarflügel wurden mit den noch heute vorhandenen Bildern übermalt.
Anfang des 19. Jh. war der Altar wegen jahrelanger Vernachlässigung, Wurmbefall und Feuchtigkeit in einem sehr schlechten Zustand, ein seitlicher Turm war bereits zur Hälfte herabgestürzt. Der damalige Pfarrer wollte den gesamten Altar entfernen lassen, doch aufgrund des massiven Widerstandes der Gemeinde begnügte er sich damit, 1819 den zweiten Seitenturm aus Symmetriegründen zur Hälfte abnehmen zu lassen. Gleichzeitig verkaufte er kleine Tonstatuetten aus dem Altar, die hauptsächlich auf kleinen Konsolen der Schreinnischen platziert waren.
Von 1852 bis 1858 wurde auf Initiative des Heimatforschers Albert Keuchen der einsturzbedrohte Hochaltar mit Hilfe des Nassauischen Altertumsvereins, unterstützt durch großzügige Spenden aus dem ganzen Rheingau, umfassend durch die Bildhauer Leissring und Wenk restauriert. Dabei wurden unter anderem auch die verlorenen Altarwächterfiguren im Gesprenge durch Neuanfertigungen ersetzt und die Fassung von 1719 durch den Maler Wecker aus Koblenz erneuert.

Historische Aufnahmen
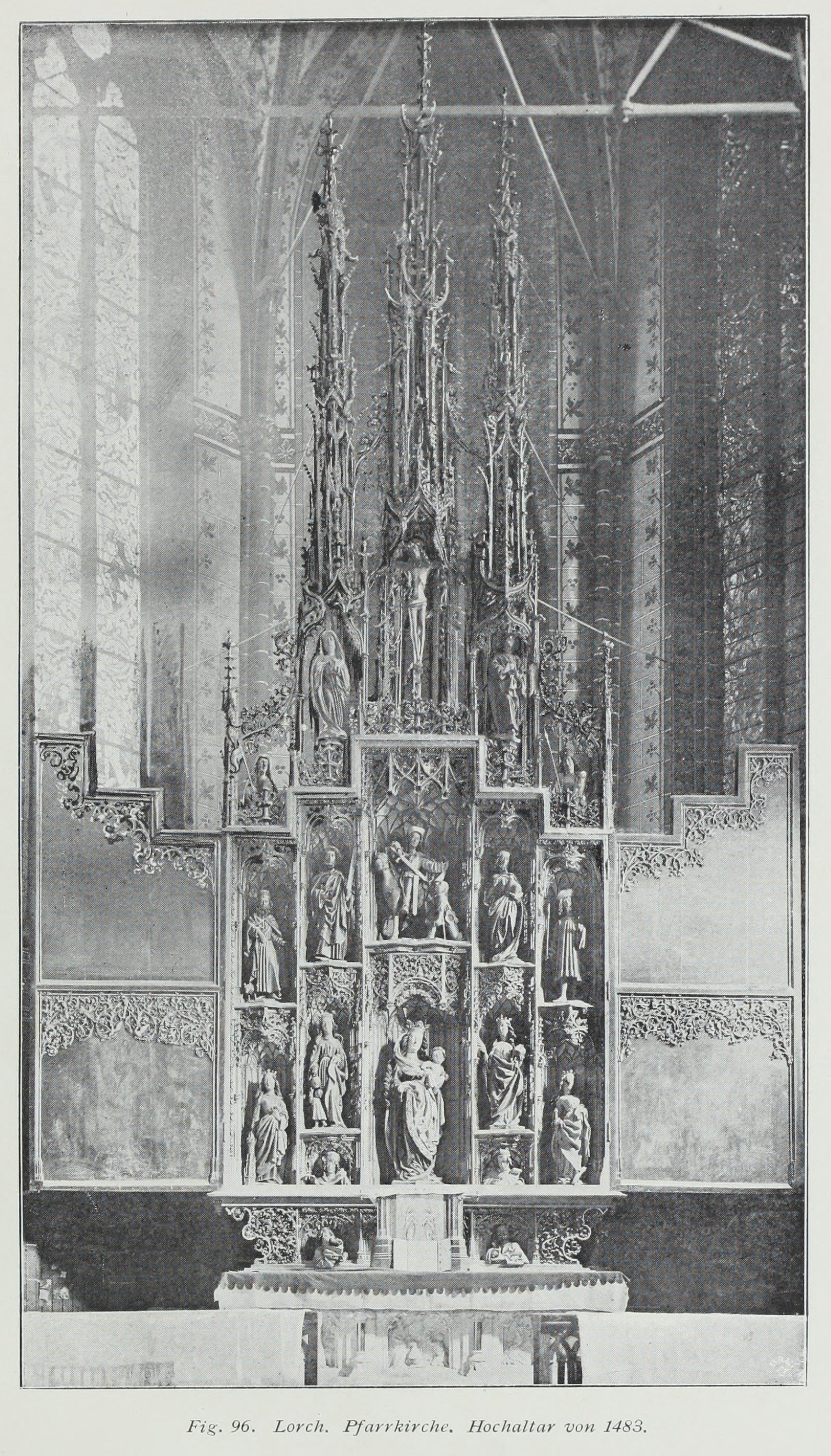
Aufnahme von 1902
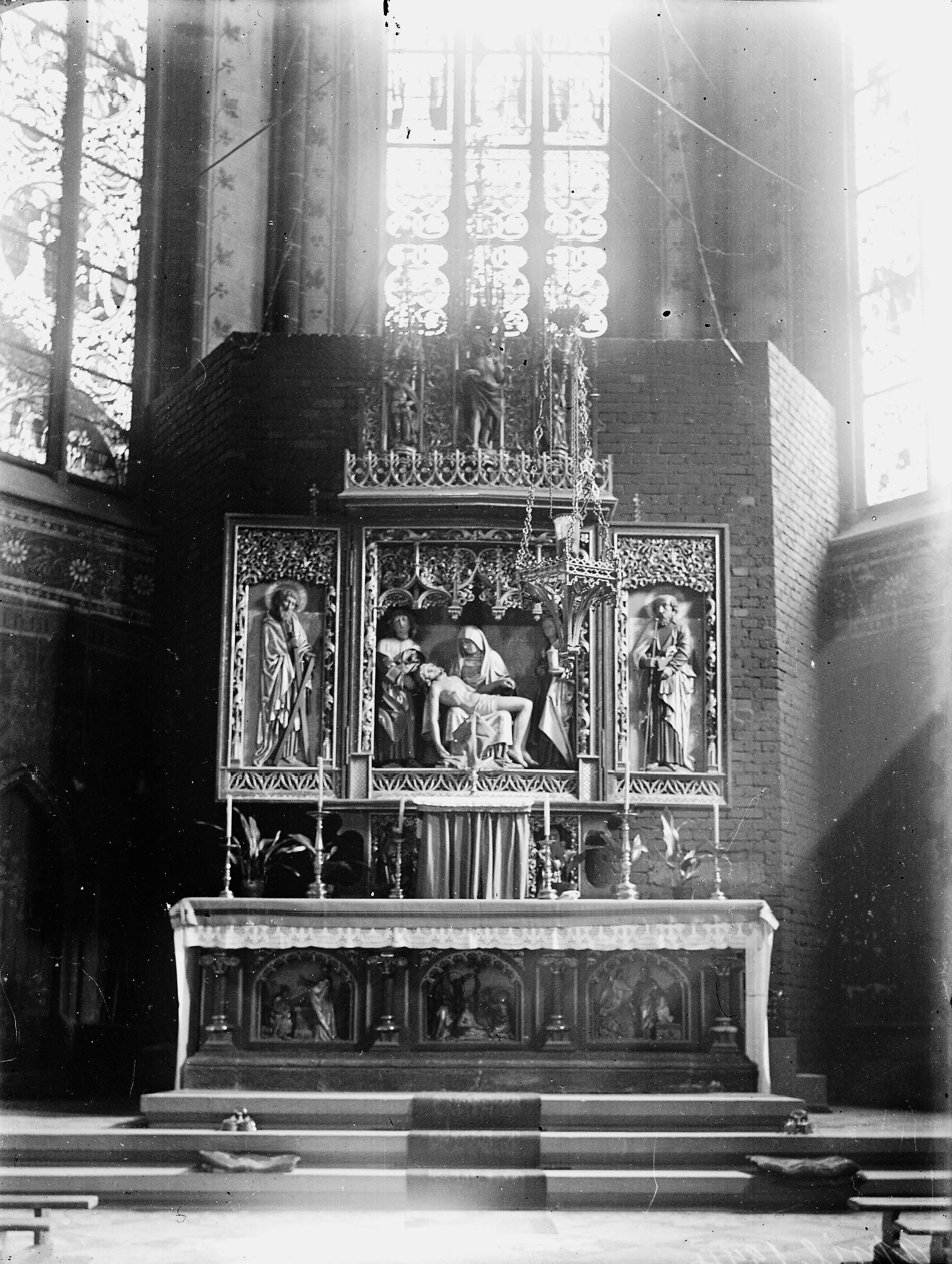
Einhausung des Altarschreines 1944 hinter der Mensa, auf der ersatzweise der Hauptaltar des Seitenchores aufgestellt wurde
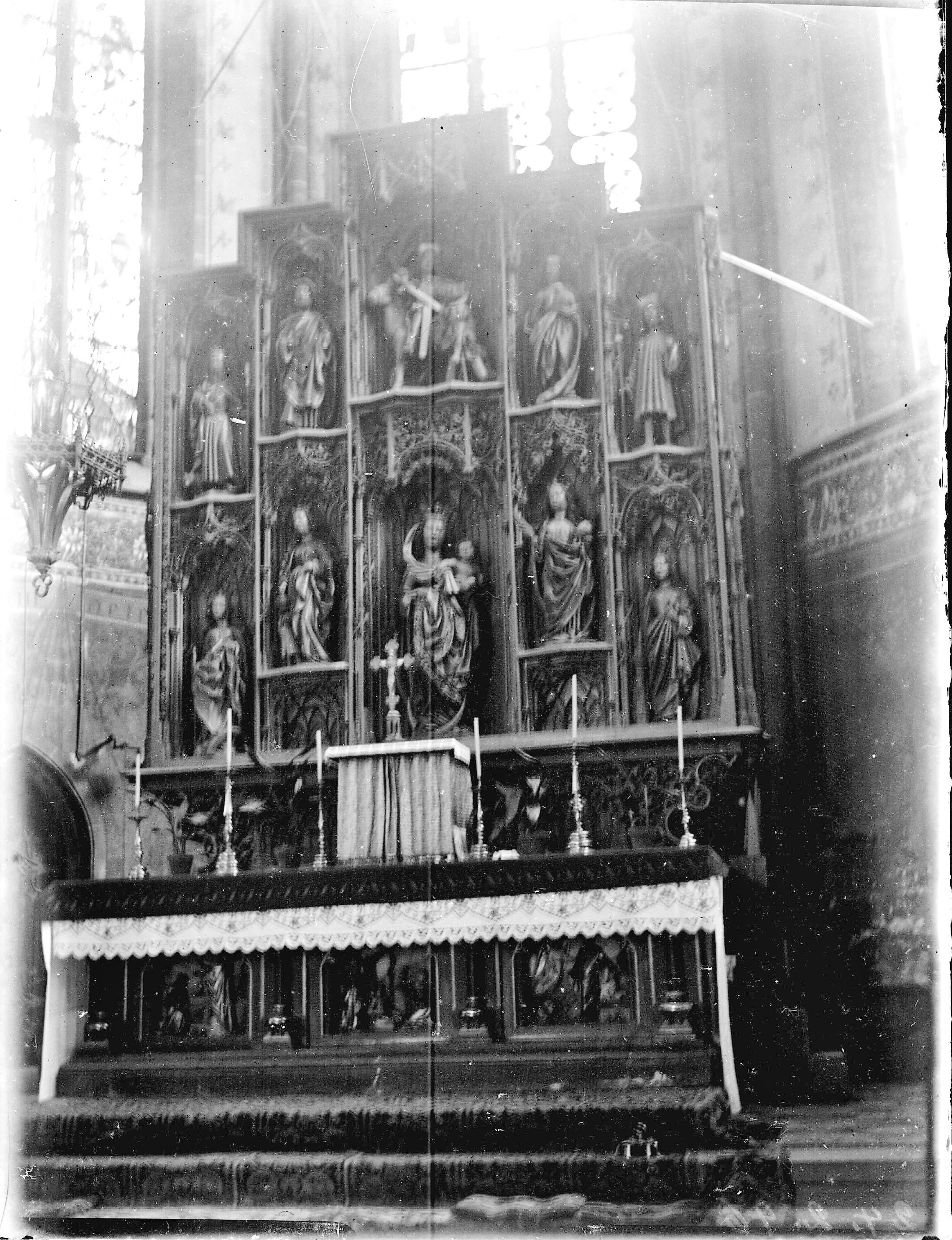
Februar 1946: Der Altar noch unvollständig aufgebaut, Flügel und Gesprenge fehlen noch

In den späten 1930er Jahren wurde das Retabel abgeschlagen und eine Begasung wegen Holzwurmbefall durchgeführt.
Während des Krieges 1943 wurde der Altar erneut abgelegt, um ihn vor der Zerstörung durch Luftangriffe zu schützen, die Figuren wurden im Erdgeschoss des Glockenturmes in Sicherheit gebracht, die Türme in der inneren Kirchenvorhalle (Taufkapelle) eingemauert und der Schrein bekam wegen seiner Größe direkt hinter der steinernen Mensa, dem Unterbau, eine Backstein-Einhausung.
1949/50 wurden der Altar restauriert und die neugotische Fassung entfernt, um dem Altar ein monochromes Aussehen zu gegeben. Da sich die Farbentfernung der filigranen Zierformen des Schreines und des Gesprenges als zu aufwendig erwies, wurden diese Teile mit einer braun angepassten Bierlasur überzogen und mit Firnis fixiert, um ein einheitliches Aussehen zu erzielen. Die Tafelbilder beließ man auf den Altarflügeln.
1988/89 fand wieder eine Begasung wegen akutem Anobienbefalls statt, das Schnitzwerk wurde gereinigt und Konservierungen vorgenommen. 2014 wurden eine Bestandsdokumentation und Reinigung durchgeführt, die Flügelbilder wurden von einer verdunkelnden Firnis-Schicht befreit.

## Beschreibung
Der Lorcher Schnitzaltar ist 13,96 m hoch und mit geöffneten Altarflügeln 7,22 m breit. Die Figuren sind aus Lindenholz geschnitzt, während beim Schreinbau hauptsächlich Eichenholz verwendet wurde. Um ein einheitliches bronzefarbenes Aussehen zu erhalten, wurden die Oberflächen vermutlich mit einer Beize mit Pigmentzugaben von Walnüssen und Tee behandelt und poliert.
Auf einem steinernen Altartisch aus dem 19. Jahrhundert, mit der noch ursprünglichen Rückwand des Unterbaues, erhebt sich das geschnitzte Retabel. Basis bildet eine längsrechteckige, mit Rankwerk reich verzierte Predella mit drei Nischen. Die mittlere ist verwaist, in den beiden äußeren befinden sich zwei Büsten, die dargestellten Personen scheinen miteinander lebhaft zu debattieren. Um wen es sich bei den besonders qualitätsvoll gearbeiteten Büsten handelt, ist unbekannt. Die Vermutungen reichen von Propheten, Kirchenlehrern, Petrus und Paulus bis zu zwei Kaufleuten, die sich um die Finanzierung des Projektes Gedanken machen würden.
Über der Predella erhebt sich der zweigeschossige Schrein, der vertikal fünfteilig gegliedert ist und so eine Nischenarchitektur bildet, die nach oben staffelförmig endet. Um diese dreistufige Staffelung der beiden Schreinregister zu erreichen, wurden unten neben einer großen Mittelnische zwei kleinere eingefügt, in denen sich die beiden Meisterbüsten befinden. Vom Betrachter aus gesehen links, der Magister fabricae; er war für die Planung, Ausführung und Abwicklung des Projektes zuständig. Er hält ein neueres Schriftband aus dem 19. Jahrhundert in den Händen, mit der Inschrift: „zu Gottes Ehr’ und Preis all’ Kunst und Fleiß“. Die zweite Meisterbüste ist eine Selbstdarstellung des Schnitzmeisters, wahrscheinlich Hans Bilger, auch Hans von Worms genannt, wenn man der Argumentation von Hanns Hubach folgt. Auf dem original erhaltenen Schriftband, welches der Meister zu lesen scheint, ist das Fertigstellungsjahr des Altares 1483 in zeitgenössischen Ziffern eingeschnitzt.

Büsten aus der Predella und dem unteren Altarschrein
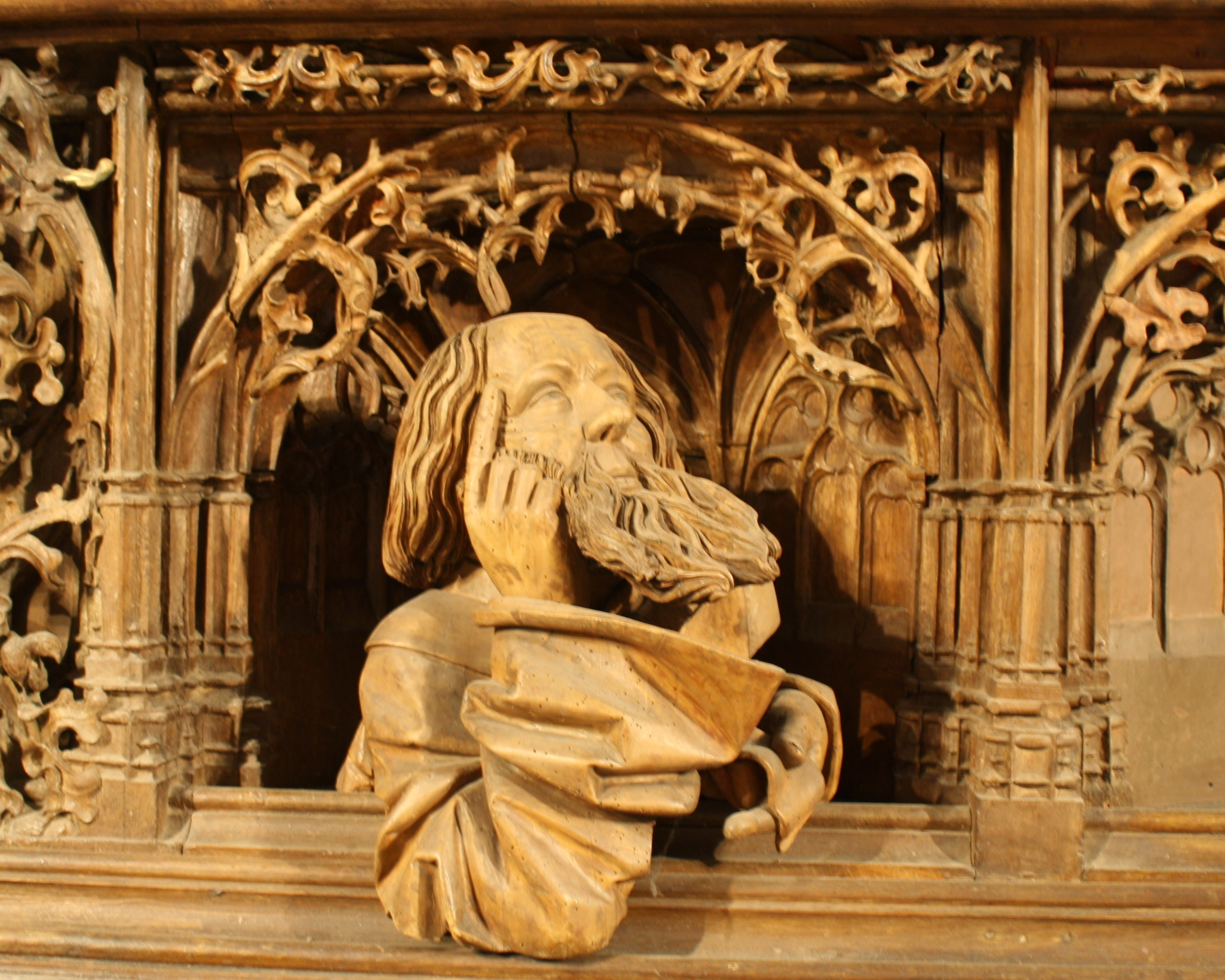
Büste in der Predella
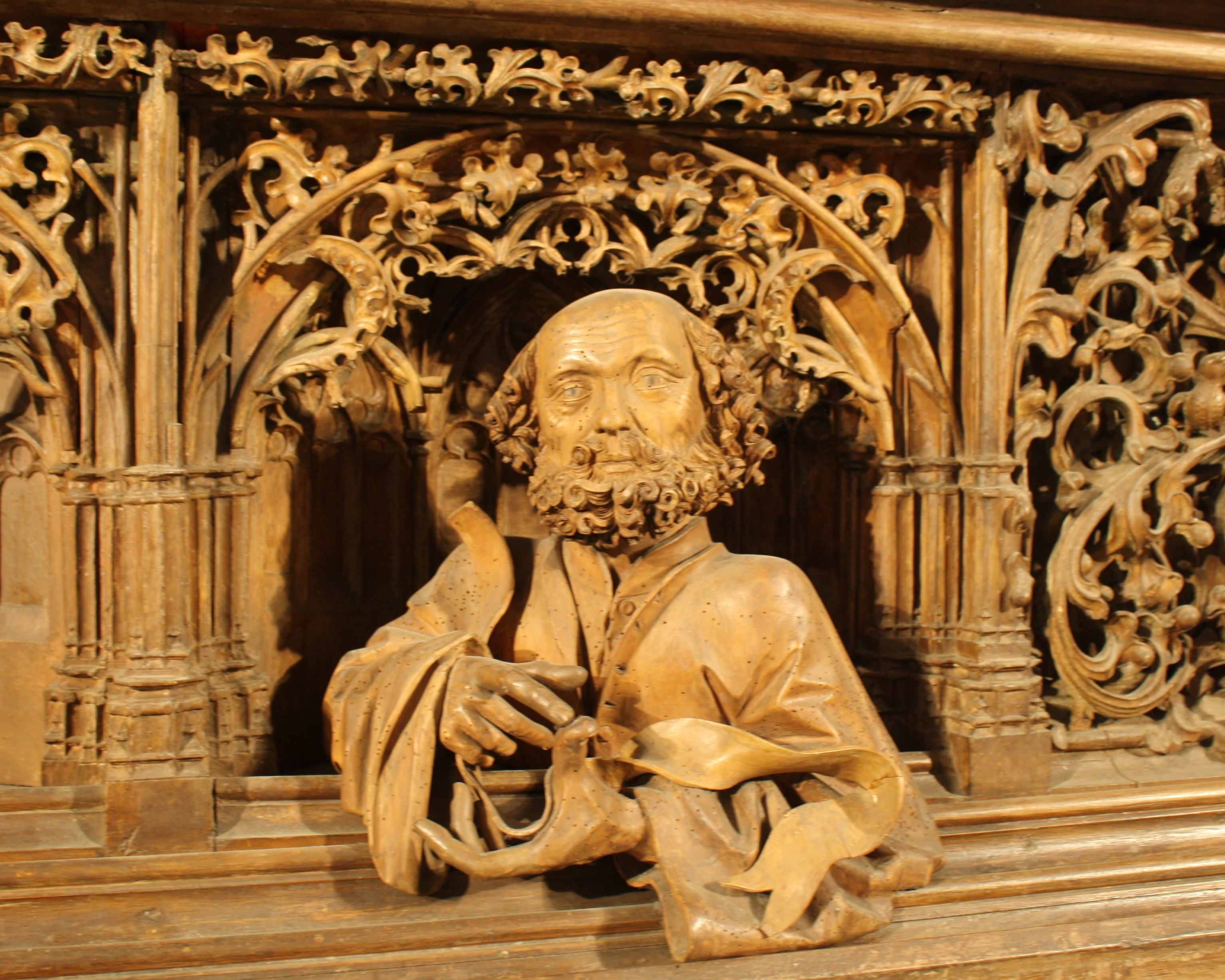
Büste in der Predella
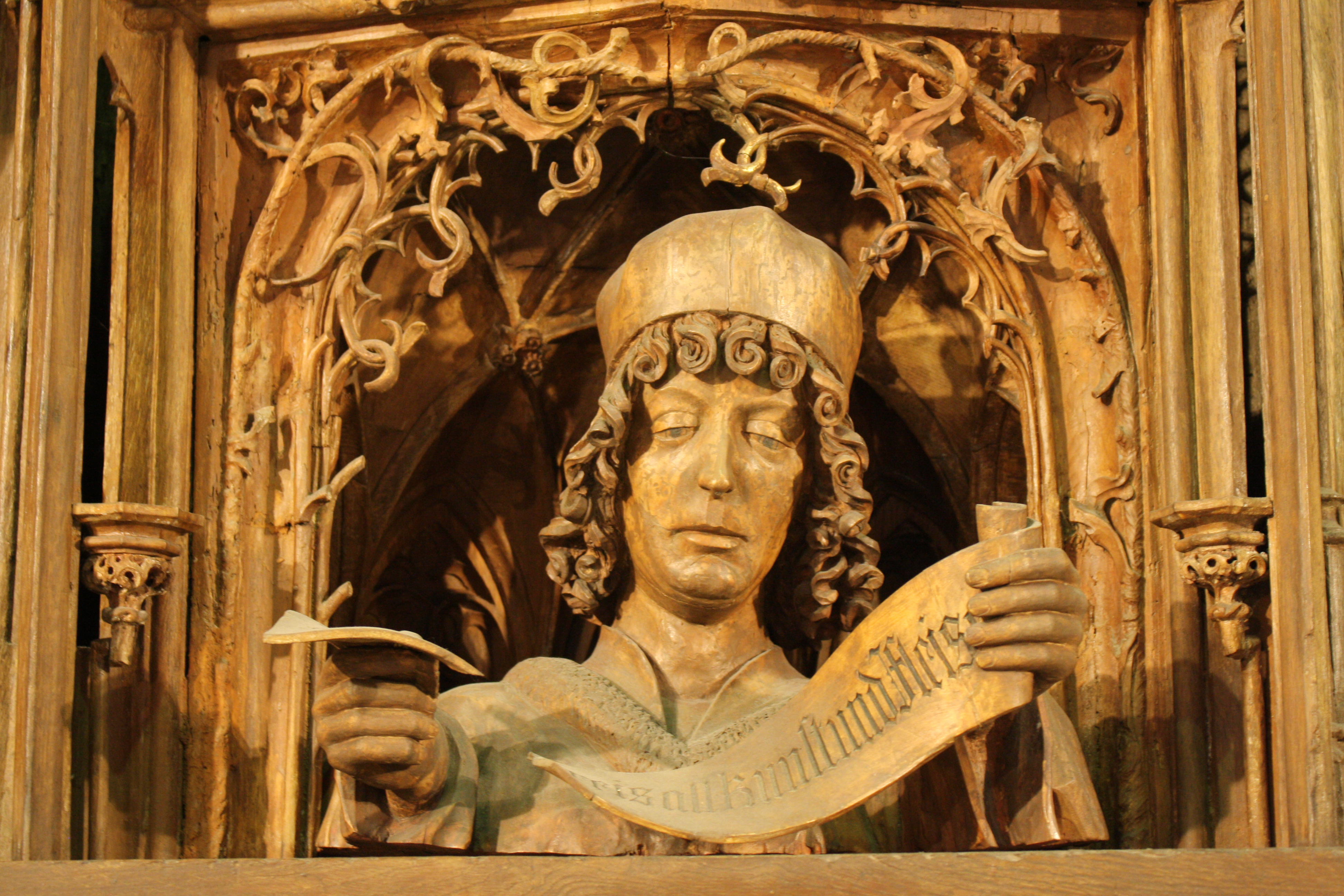
Meisterbüste des Magister fabricae
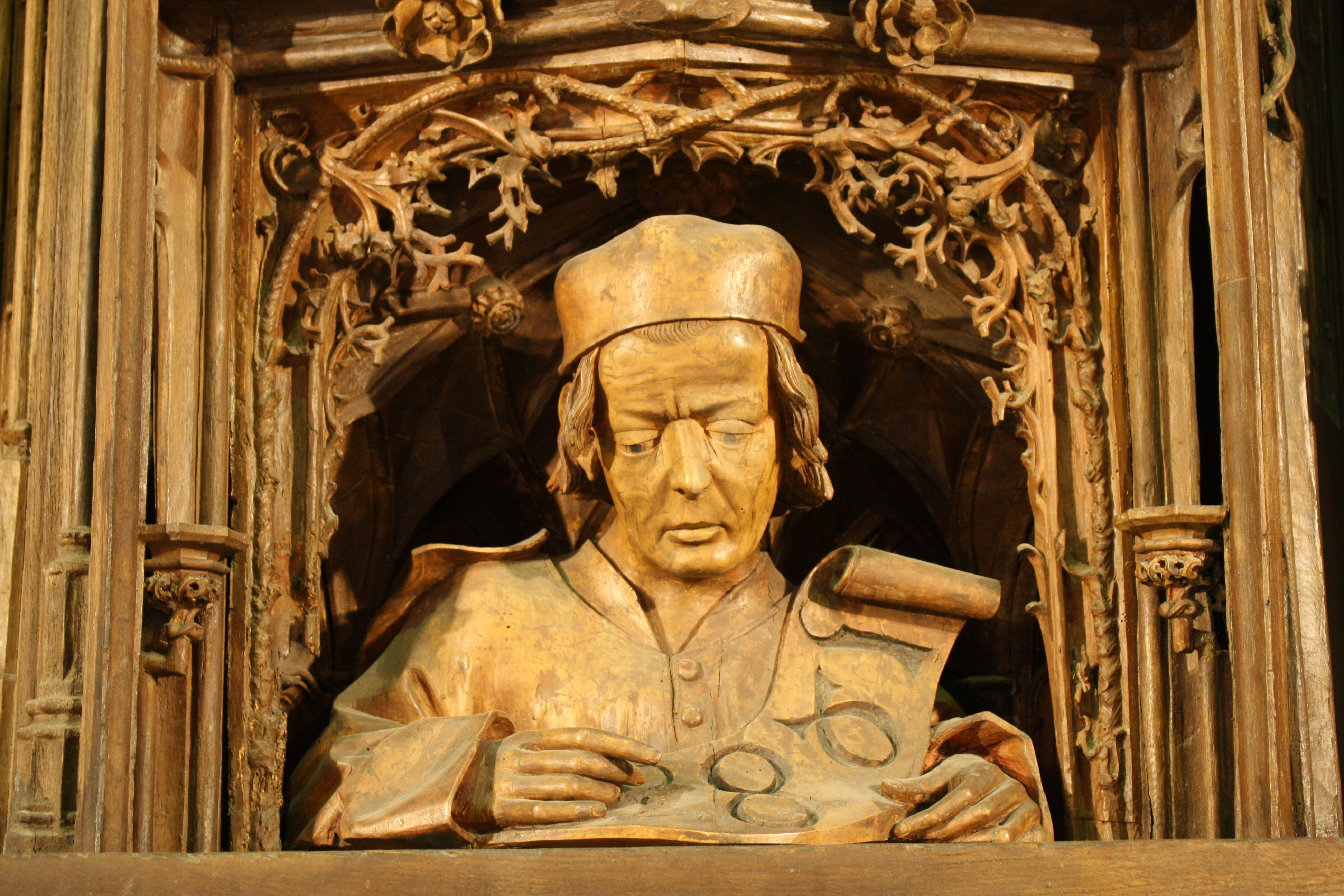
Meisterbüste des Altarschnitzers. Auf dem Schriftband ist das Fertigstellungsjahr 1483 vermerkt.

In den Schrein-Nischen, die als Kapellenchöre mit variationsreichen Gewölben gestaltet und mit verschlungenem, feinem Astwerk gedeckt sind, stehen zehn Heiligenfiguren. In der unteren Reihe in der großen, mit Weinrebenastwerk bekrönten Mittelnische im Zentrum des Schreins steht eine Muttergottes als Mondsichelmadonna mit Jesuskind dargestellt. Sie ist mit einer Höhe von 159 cm die größte Figur des Retabels. Die anderen Statuen im Schrein sind nur ca. 115 cm groß und deutlich kleiner. Das faltenreiche, mehrfach geraffte Gewand mit einer Bordüre, in die fünf Apostel eingeschnitzt sind, das lebhafte Kind – in der einen Hand ein kleines Gefäß, mit der anderen den Schleier der Mutter greifend – lassen erkennen, wie qualitätsvoll und lebensecht diese Figur gearbeitet ist. Neben der Madonna stehen im unteren Register links und rechts von ihr die Virgines capitales, nämlich die vier jungfräulichen Märtyrinnen: Katharina von Alexandrien, Barbara von Nikomedien, Margareta von Antiochia und Dorothea von Cäsarea.

Die Figuren des unteren Schreinregisters
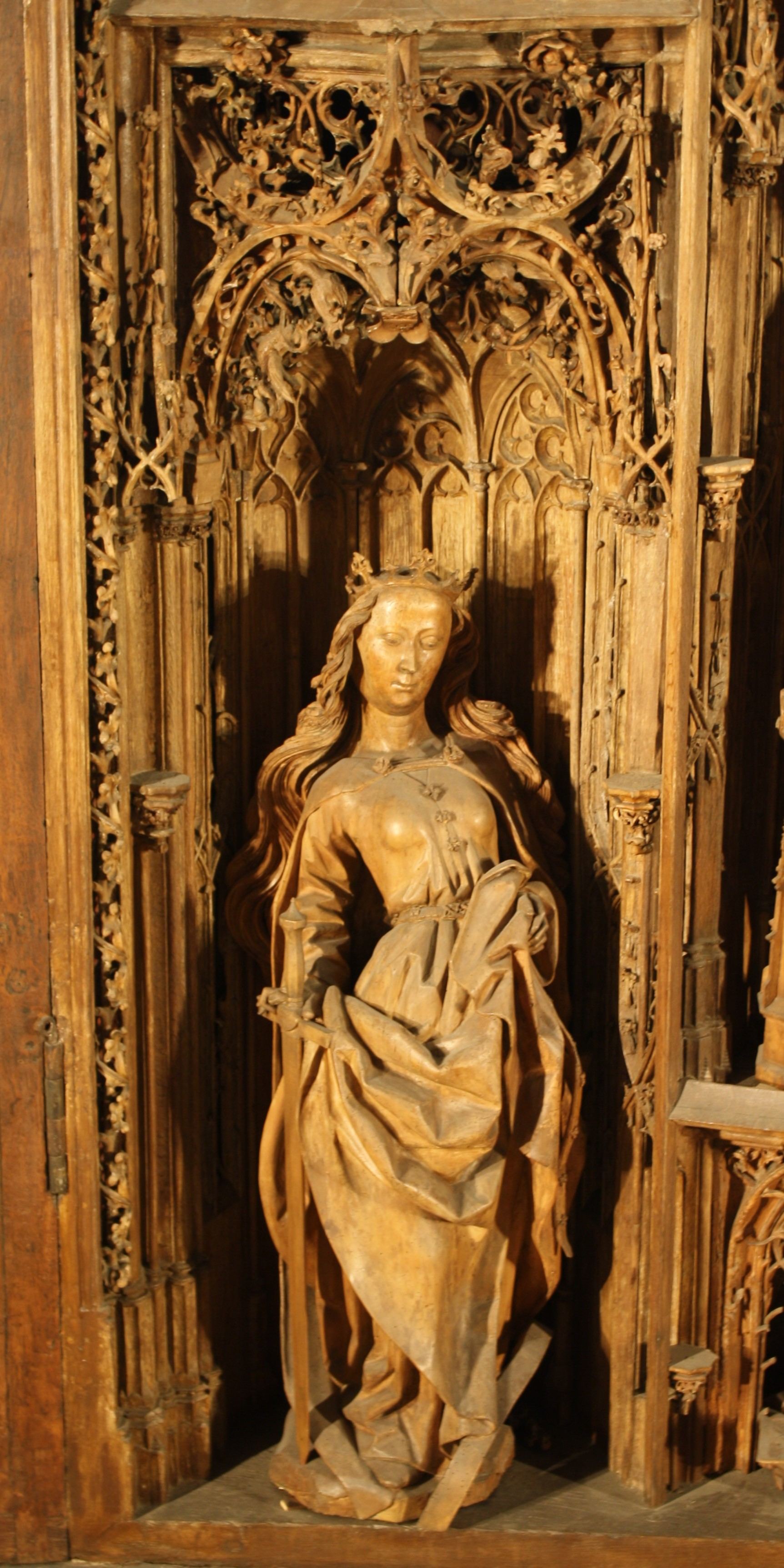
Katharina von Alexandrien
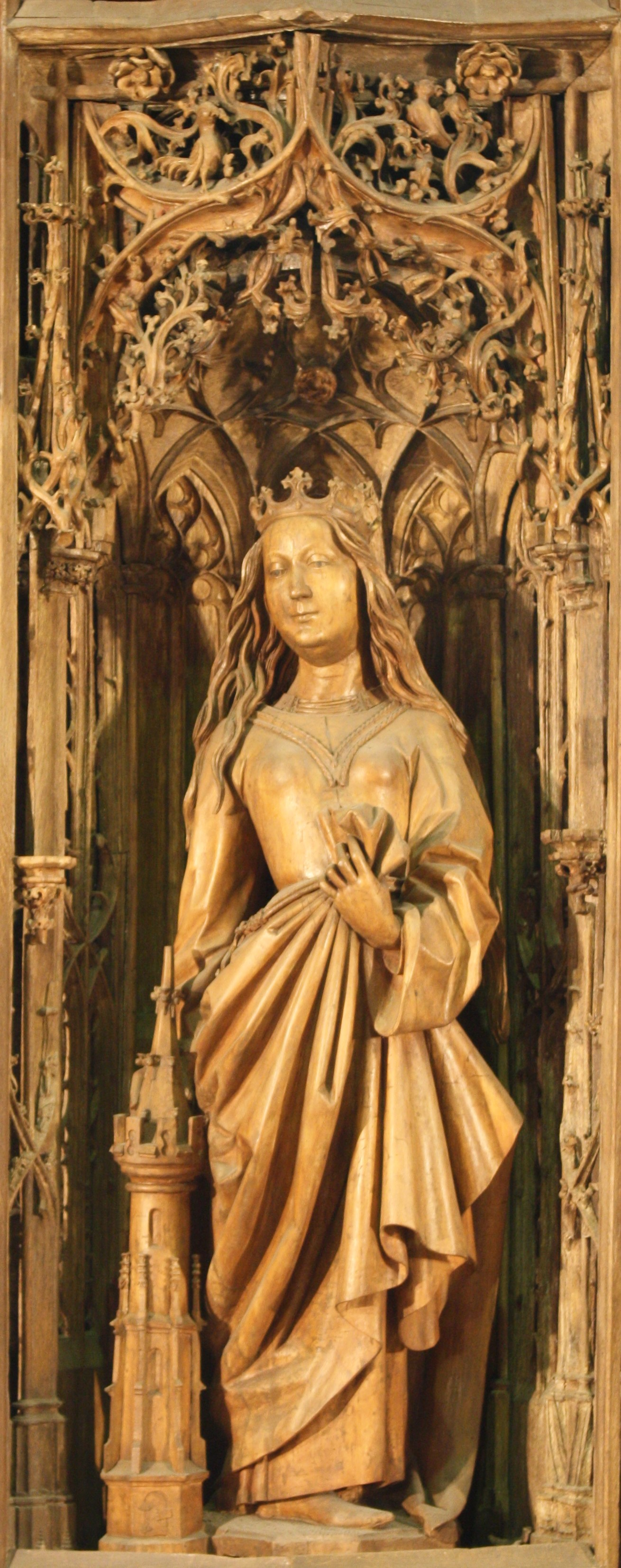
Barbara von Nikomedien
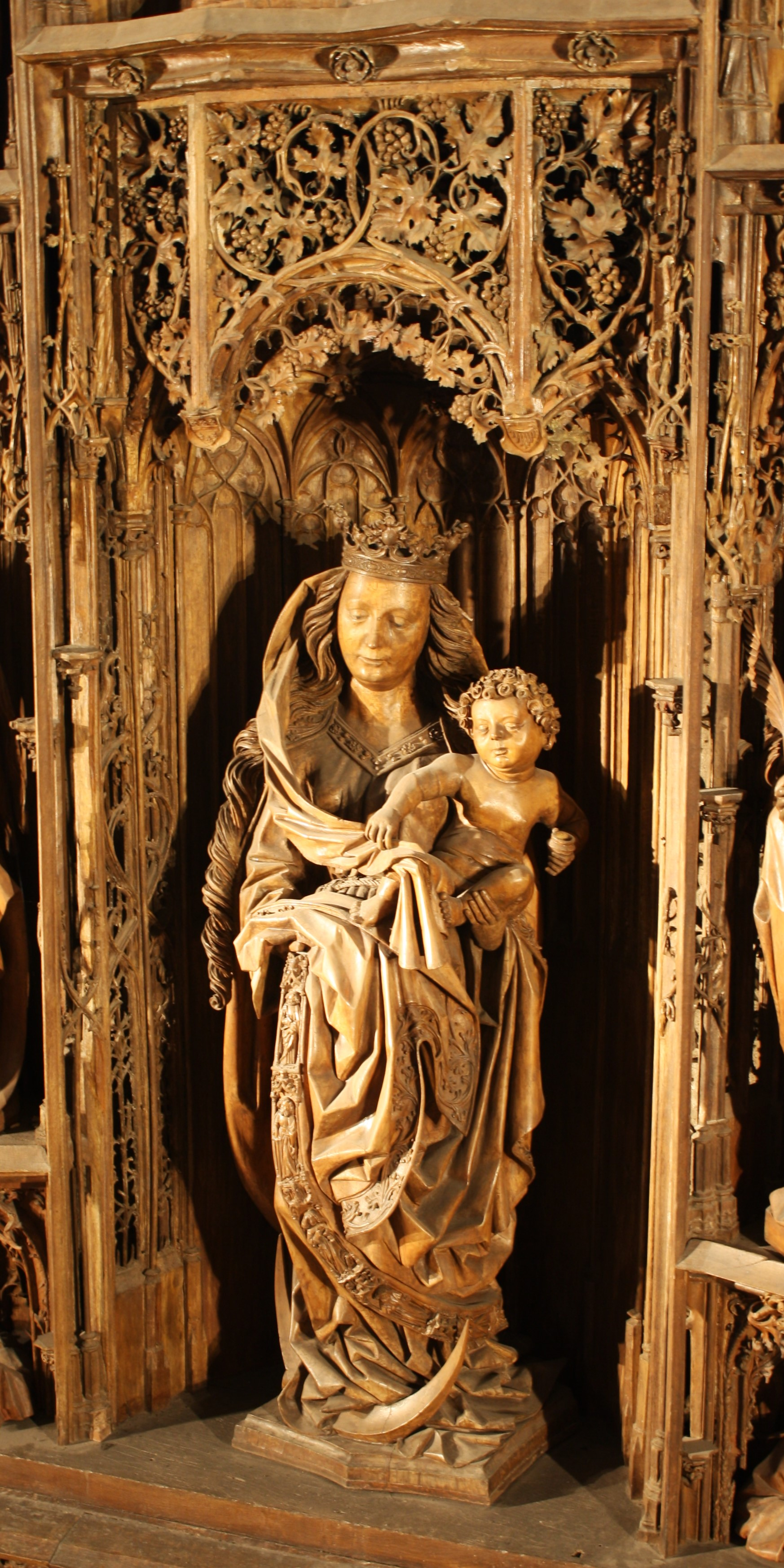
Mondsichelmadonna mit Jesuskind
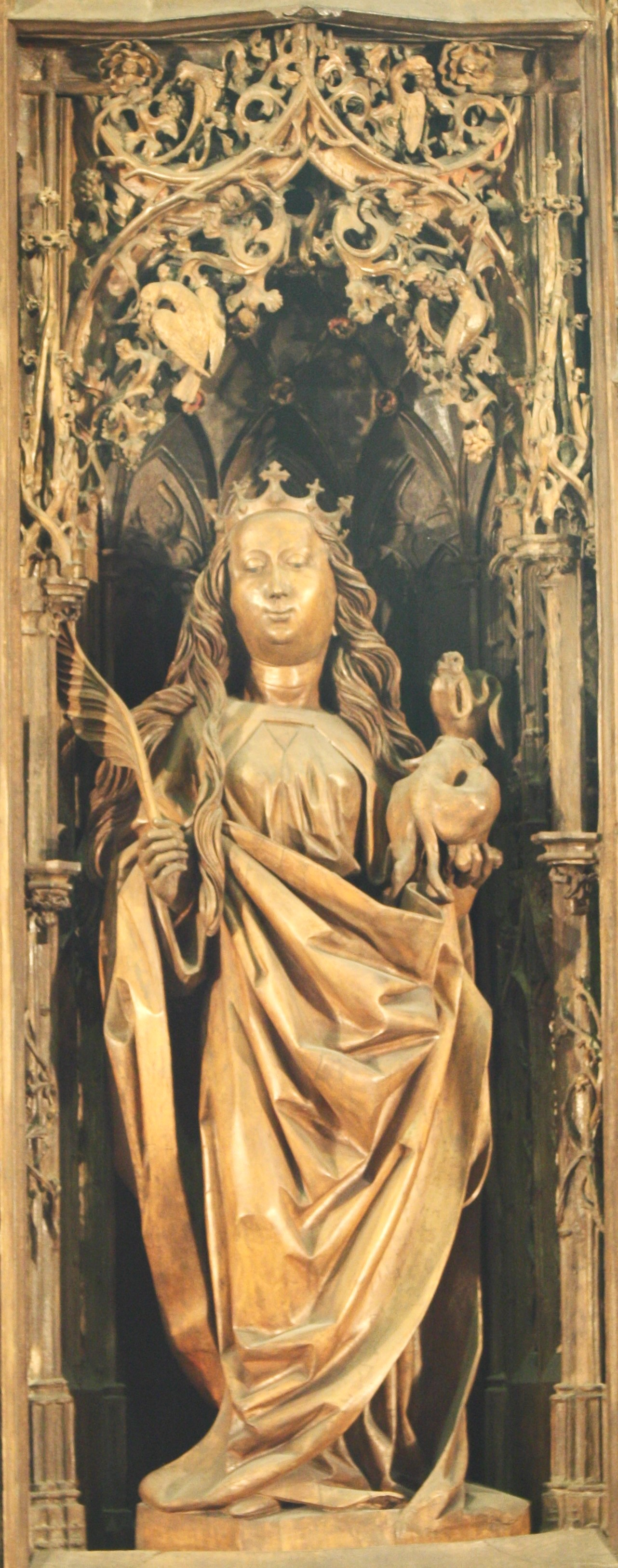
Margareta von Antiochia
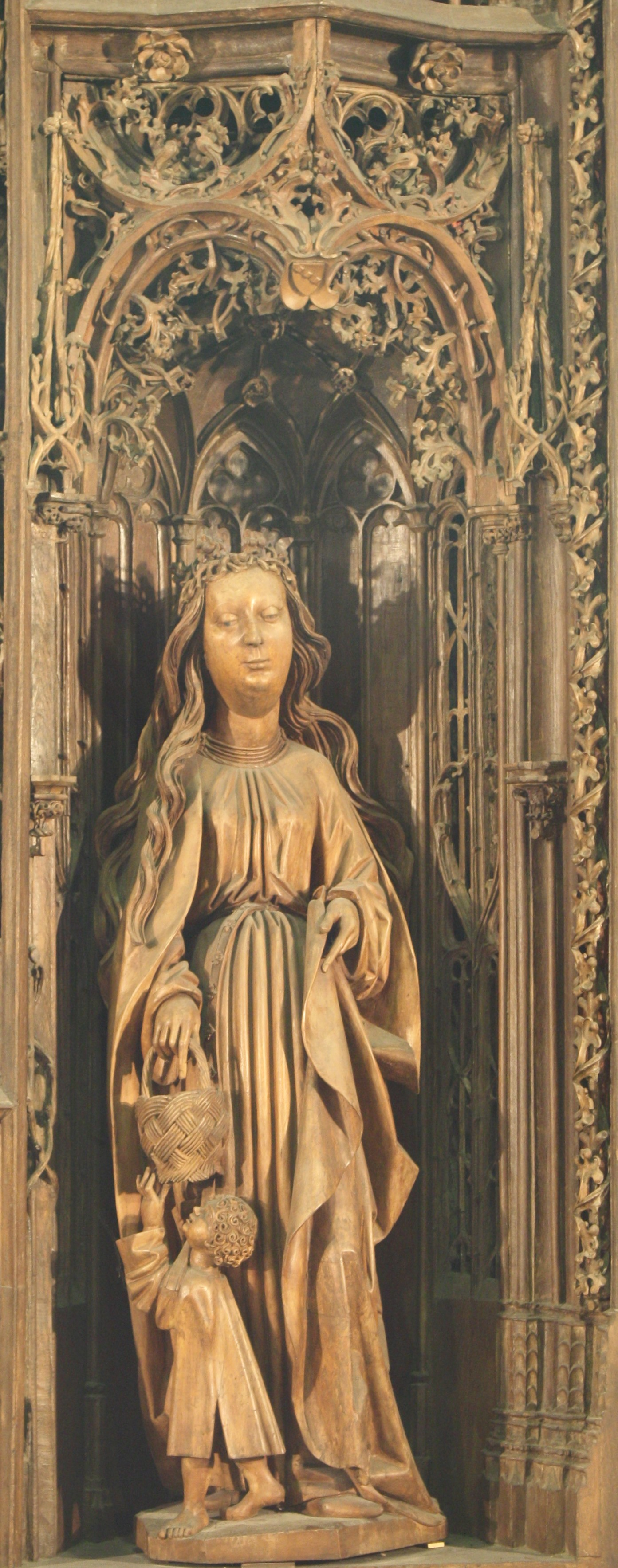
Dorothea von Cäsarea

Im oberen Schreinregister befindet sich direkt über Maria, ebenfalls in hervorgehobener Stellung, der Lorcher Kirchenpatron, der mantelteilende Martin von Tours mit Bettler, links und rechts neben ihm stehen die Heiligen Wendelin, Bartholomäus, Johannes der Täufer und Antonius der Große. Die Bartholomäus-Figur wurde fälschlich, wie andere Fachleute meinen, von dem Heimatforscher Robert Struppmann als St. Matthias identifiziert. Bei der Altarrenovierung im 19. Jahrhundert gab man der Figur, statt eines Messers, eine Säge in die Hand, da man der Meinung war, das Heft der nicht mehr vorhandenen Messersschneide sei der Griff einer Säge. Durch dieses Attribut wurde die Figur zu Simon dem Zeloten. Deshalb wird diese Figur in unterschiedlichen Publikationen mal als Simon, Bartolomäus oder Matthias bezeichnet.

Die Figuren des oberen Schreinregisters
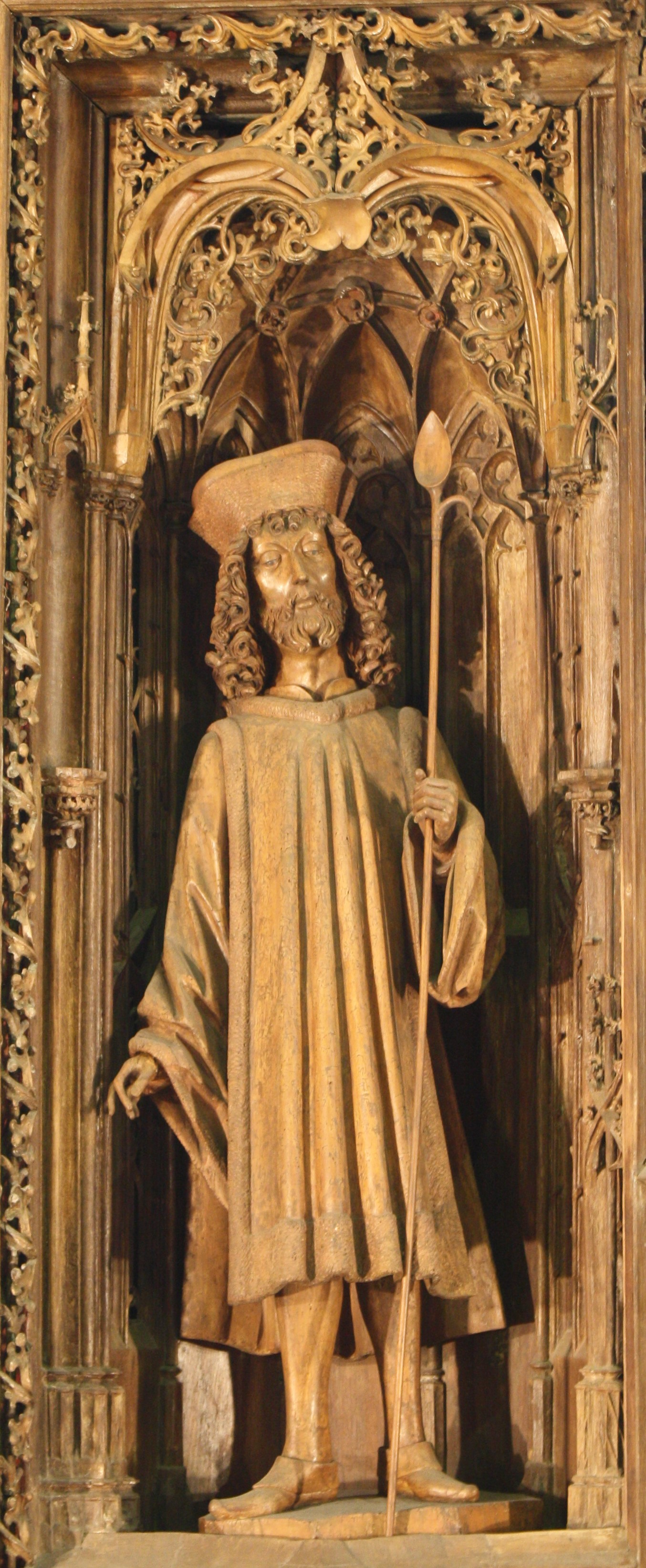
Wendelin
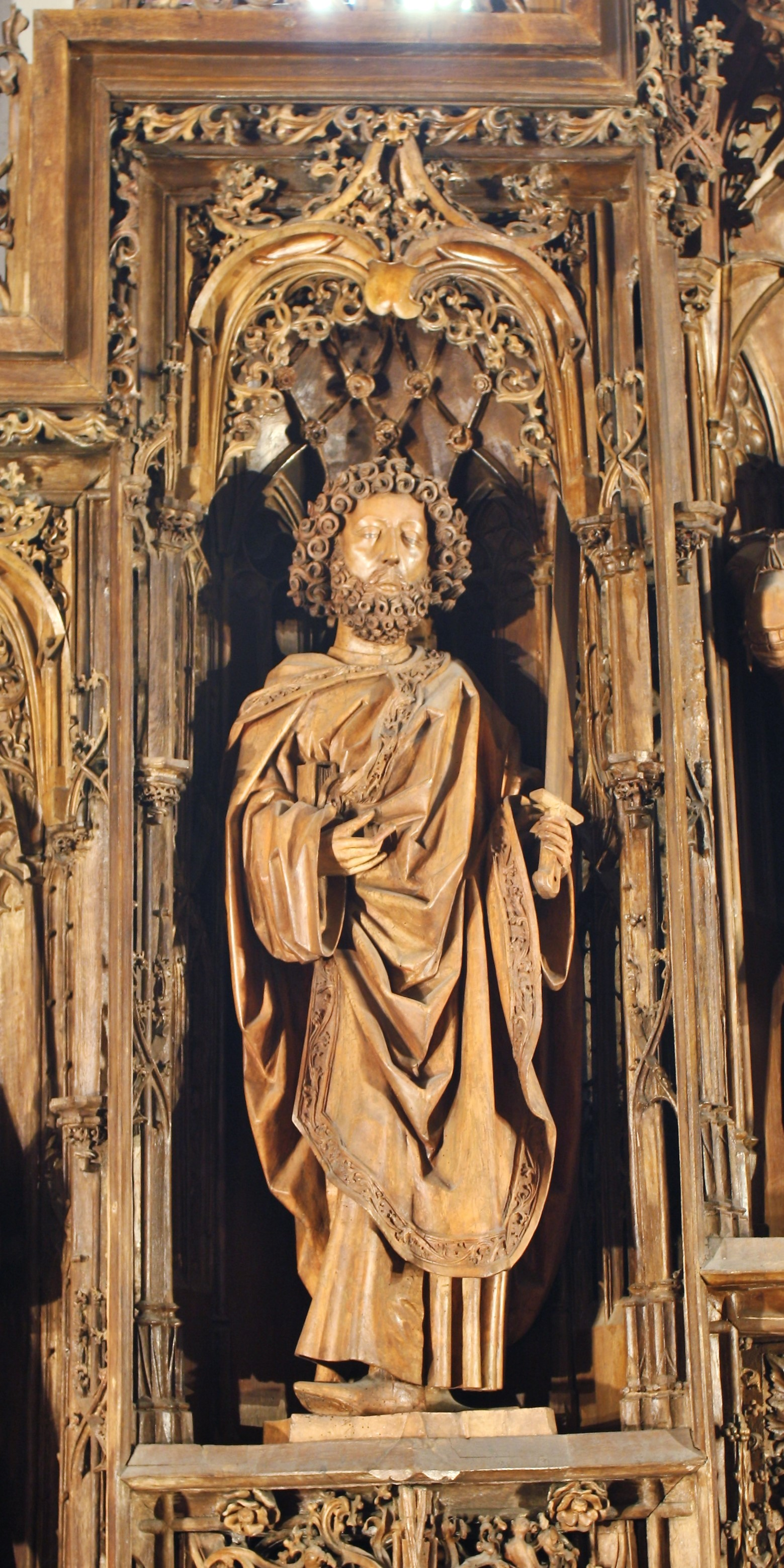
Apostel Bartholomäus, oft auch als  Apostel Matthias bezeichnet.
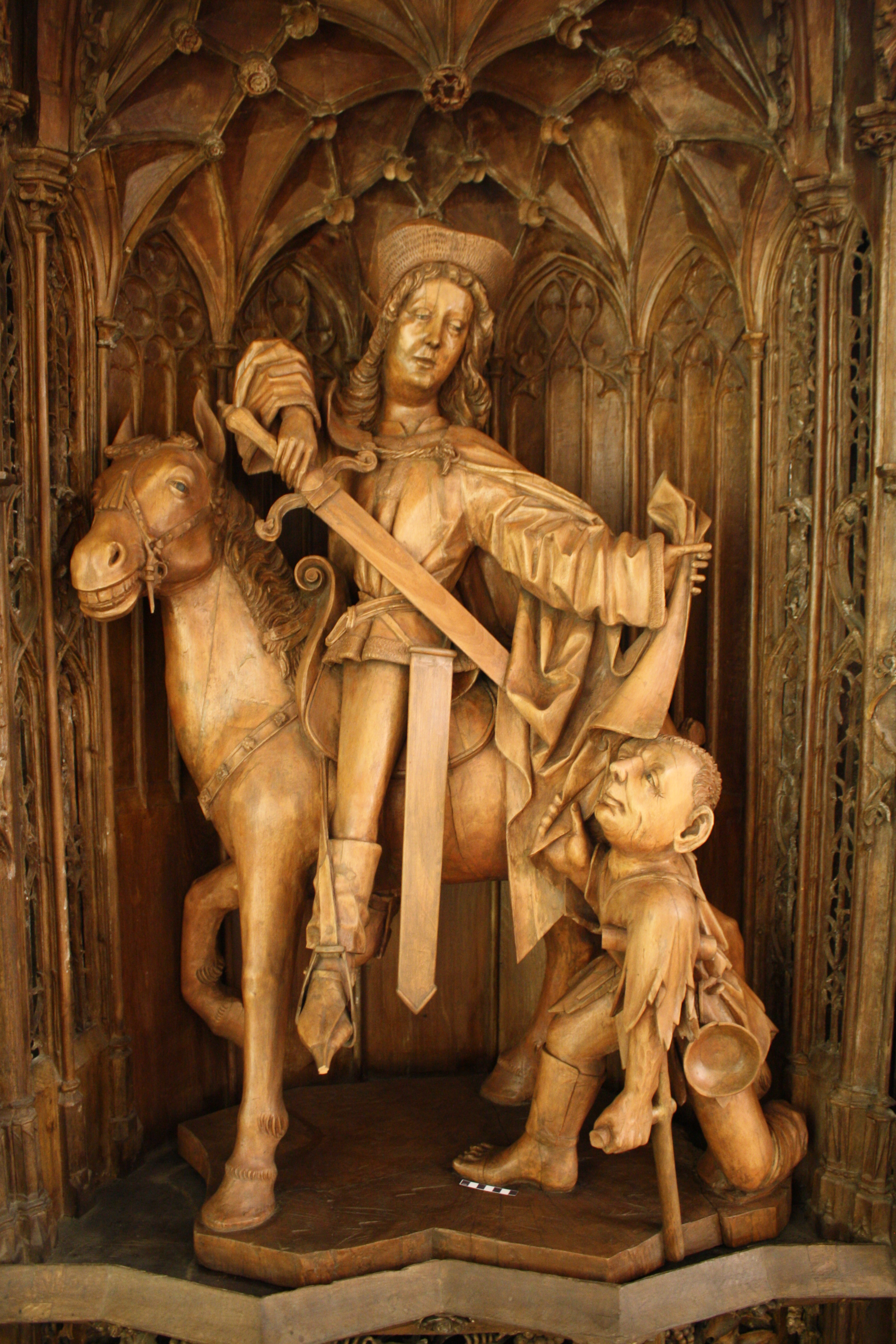
Martin von Tours mit Bettler
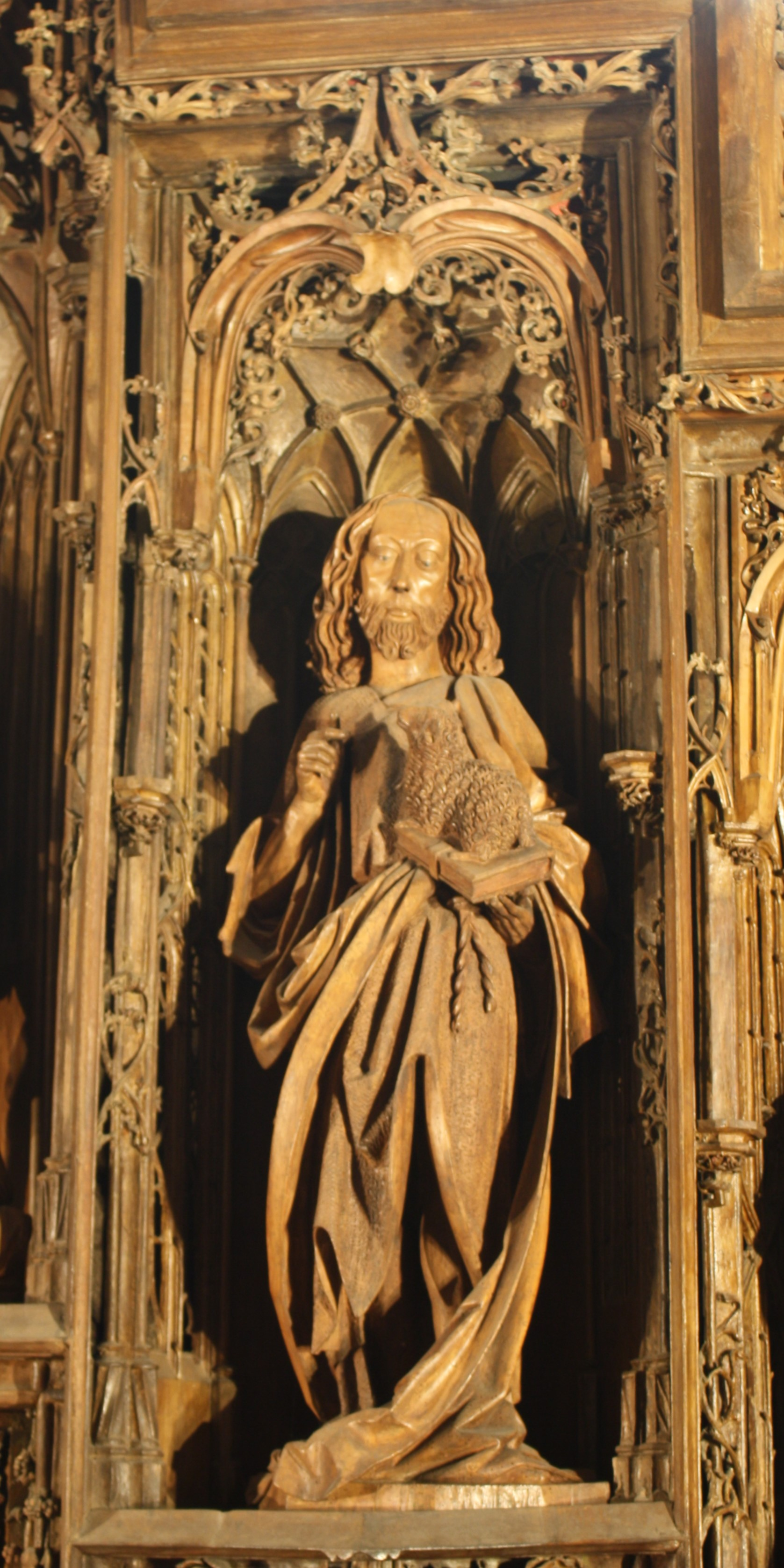
Johannes der Täufer
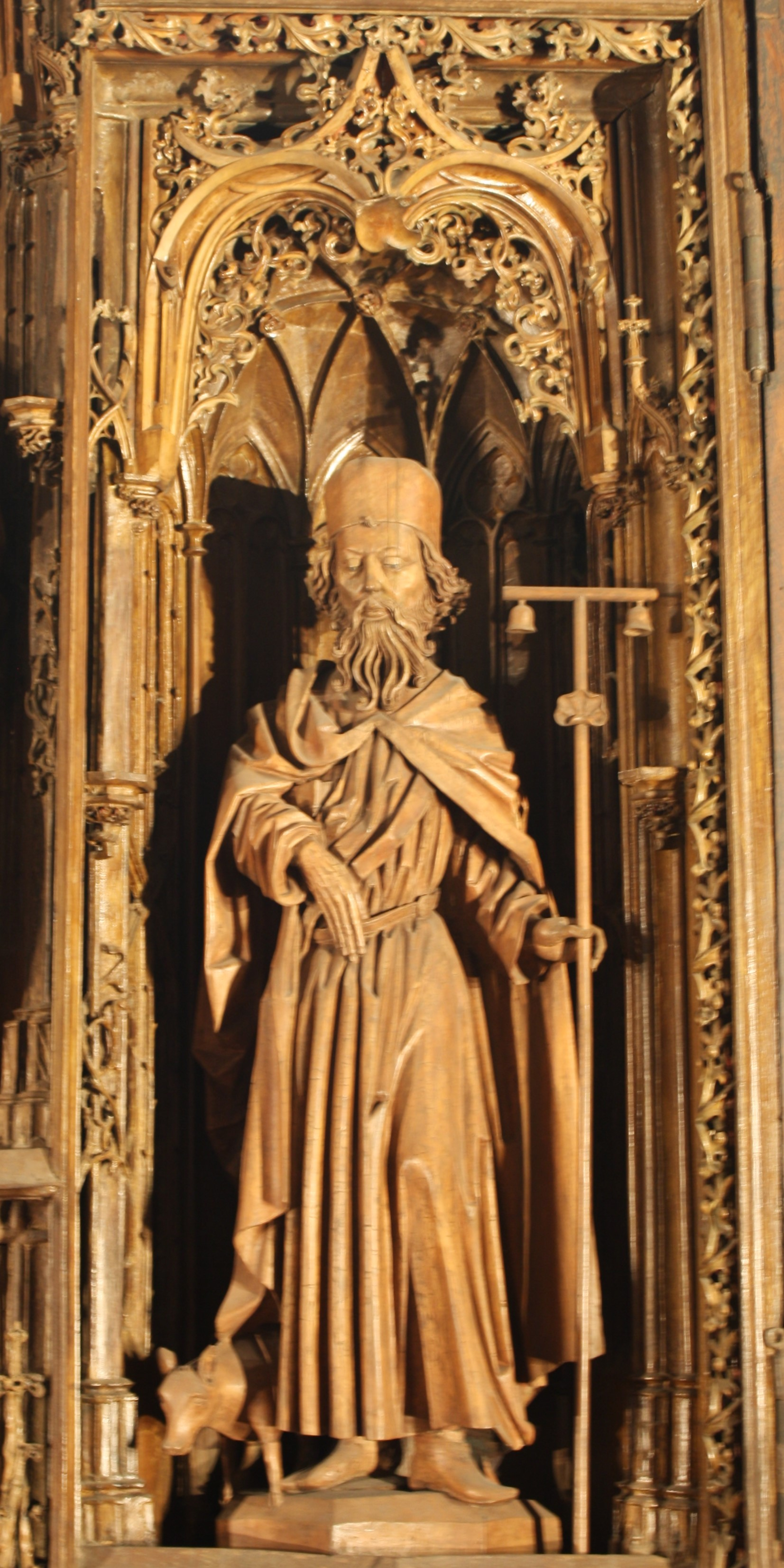
Antonius der Große

Bekrönt wird der Schrein durch ein prachtvolles, filigranes Gesprenge mit drei bis fast zum Gewölbe aufragenden feingliedrigen, mit Verstrebungen verbundenen Türmen.
Auf der untersten Stufe, dem Staffelabschluss des Schreins, stehen im Rankwerk zwei Halbfiguren: vom Betrachter aus gesehen links Georg und rechts Quirin. Diese beiden Altarwächter stammen aus dem 19. Jahrhundert; wahrscheinlich waren die Originale bei der Altarrenovierung 1856 schon nicht mehr vorhanden.
Auf der nächsthöheren Stufe, in den beiden kleineren Gesprengetürmen, stehen dann Maria und Johannes der Evangelist als Allianzfiguren, rechts und links, neben dem im höchsten Turm aufgerichteten Kreuz mit dem sterbenden Jesus. In den drei Turmspitzen, vom Kirchenraum kaum zu erkennen, befinden sich noch folgende kleinere Figuren: Mönch, König, Priester mit Kreuz, Maria Magdalena, Florian von Lorch, Kapuzinermönch. Die Figuren von Maria und Johannes sowie verschiedene der kleineren Figuren sind nicht mehr original und dürften Anfang 1700 ausgetauscht worden sein. Während die kleineren Figuren vom Betrachter kaum zu erkennen sind, fällt die qualitativ schlechter ausgeführte Marienfigur auf.

Die Figuren des Gesprenges
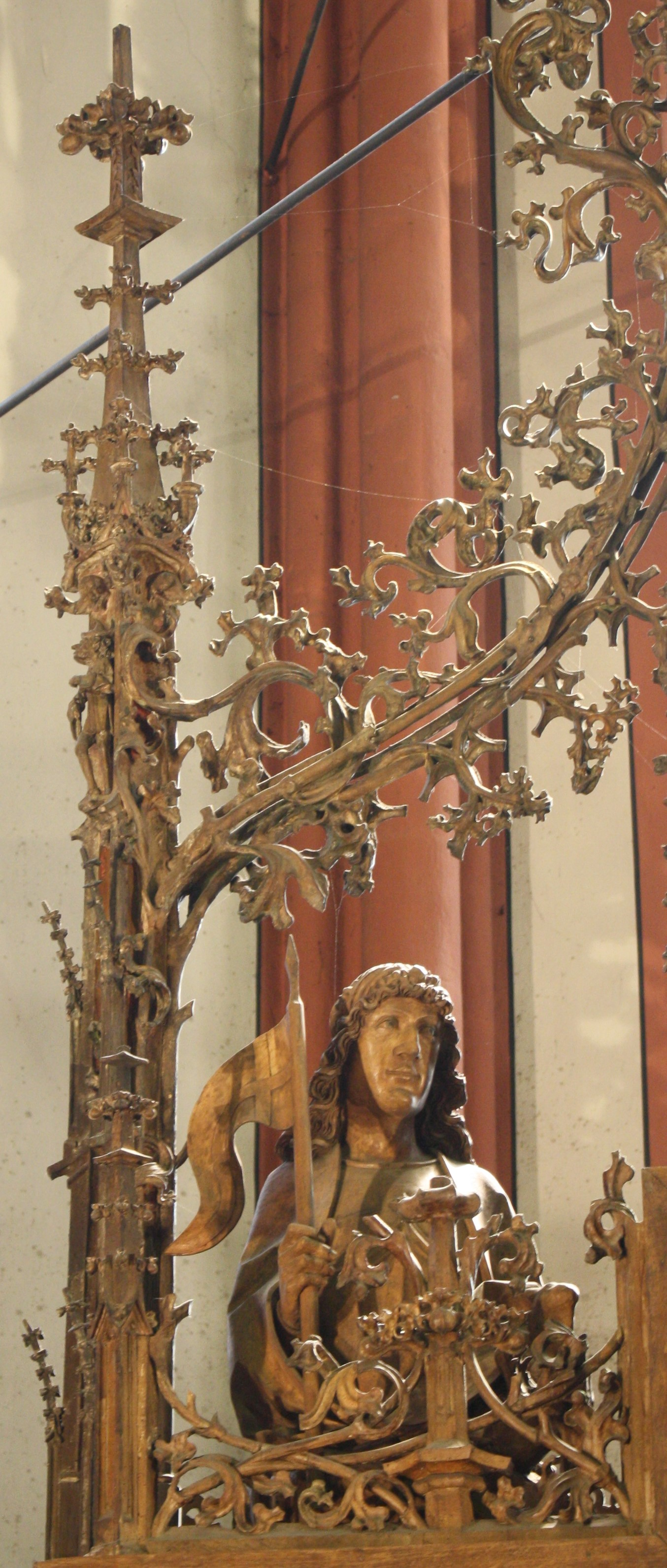
Altarwächter Georg (1852/58)
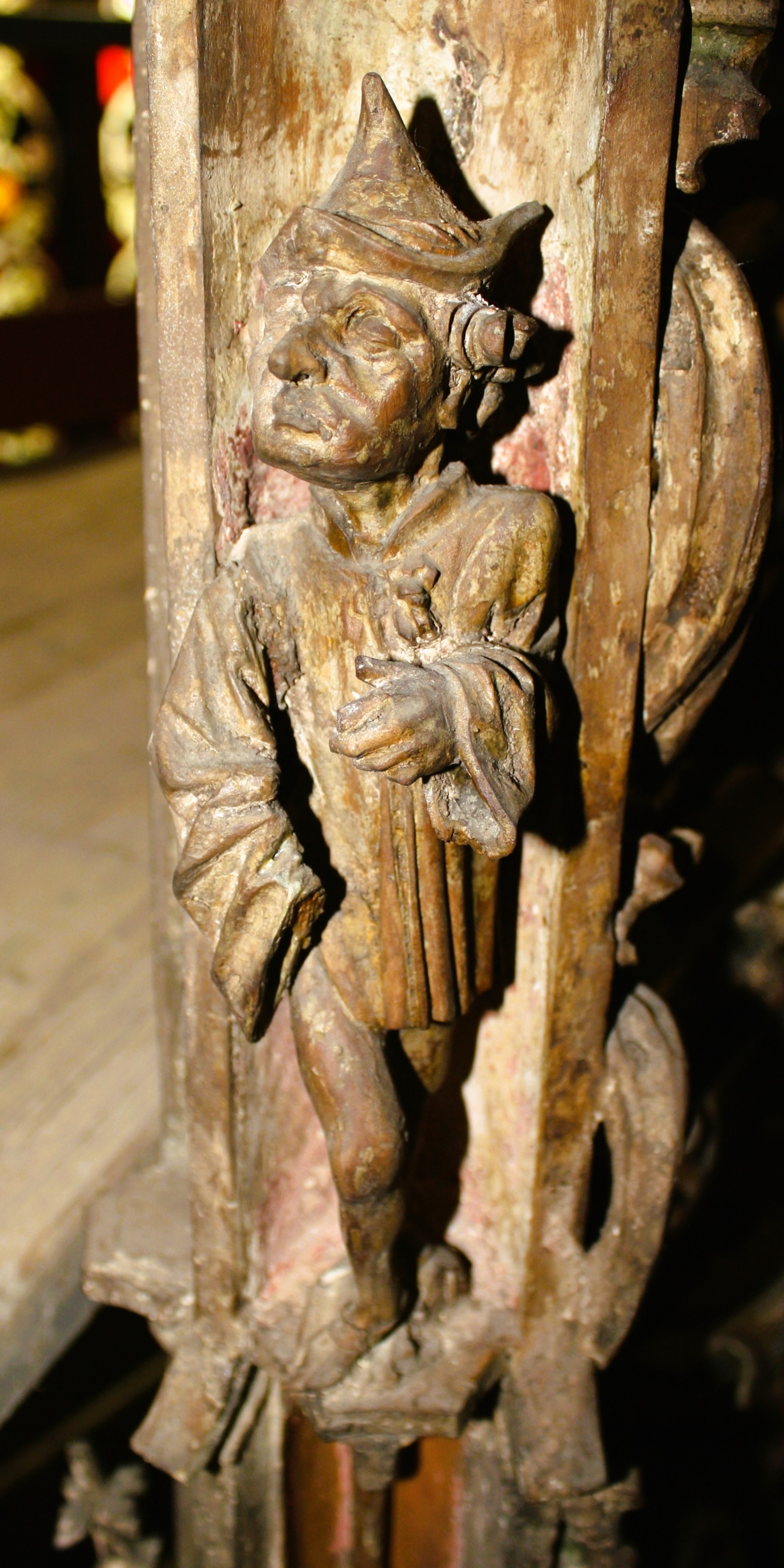
Kleiner Kobold links außen über St. Georg
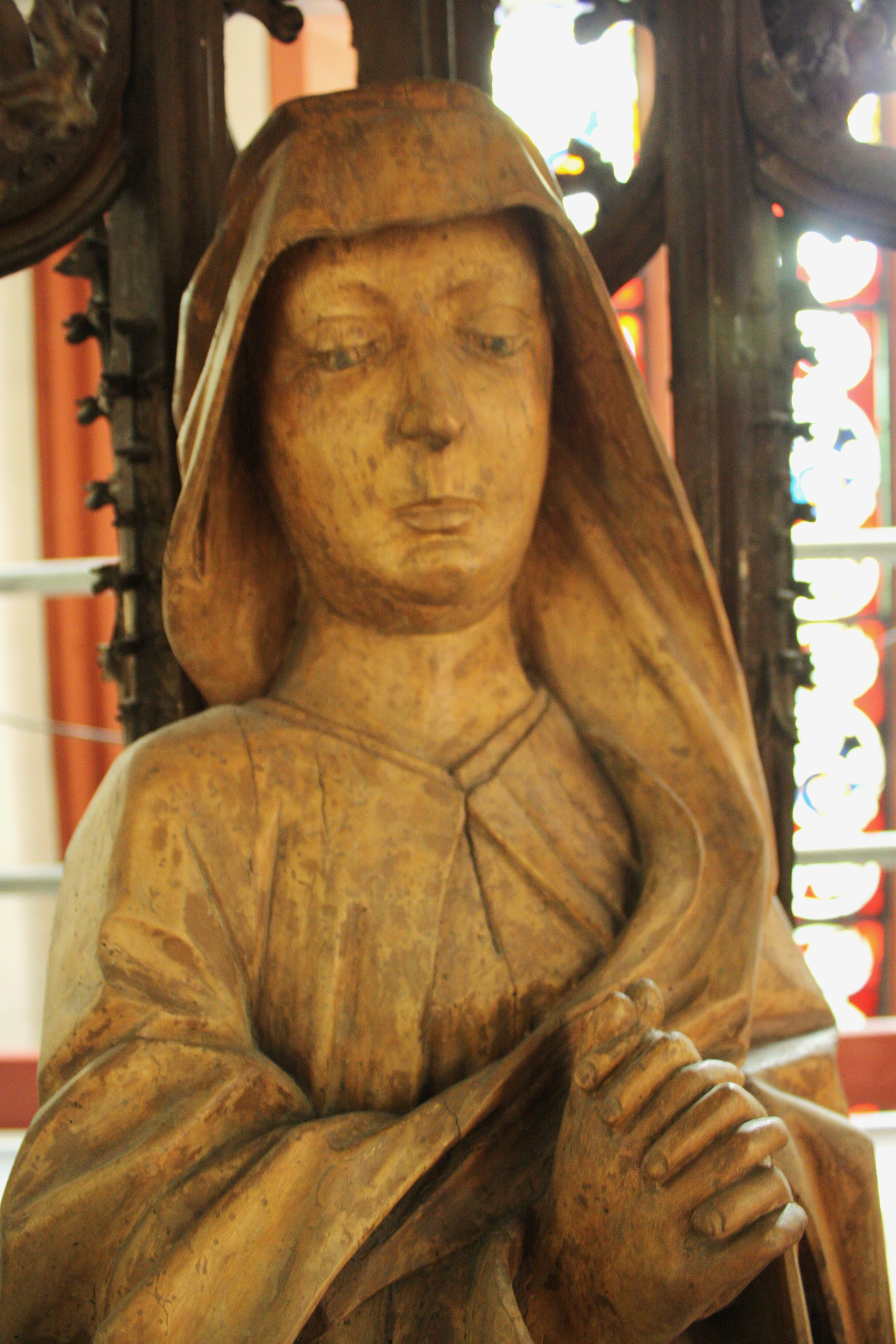
Maria (Barock)
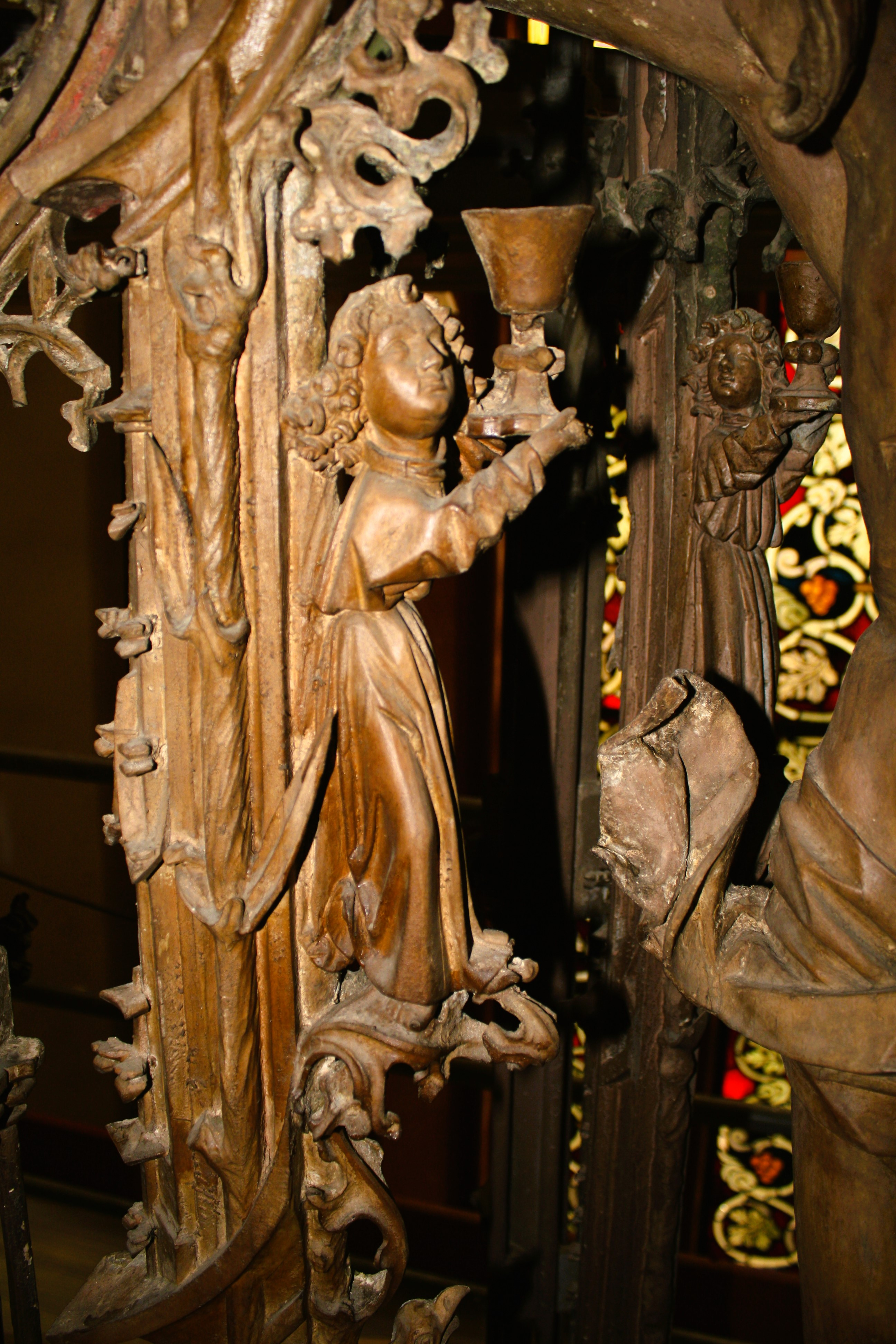
Einer der vier blutauffangenden Engel, die rund um das Kreuz angebracht sind
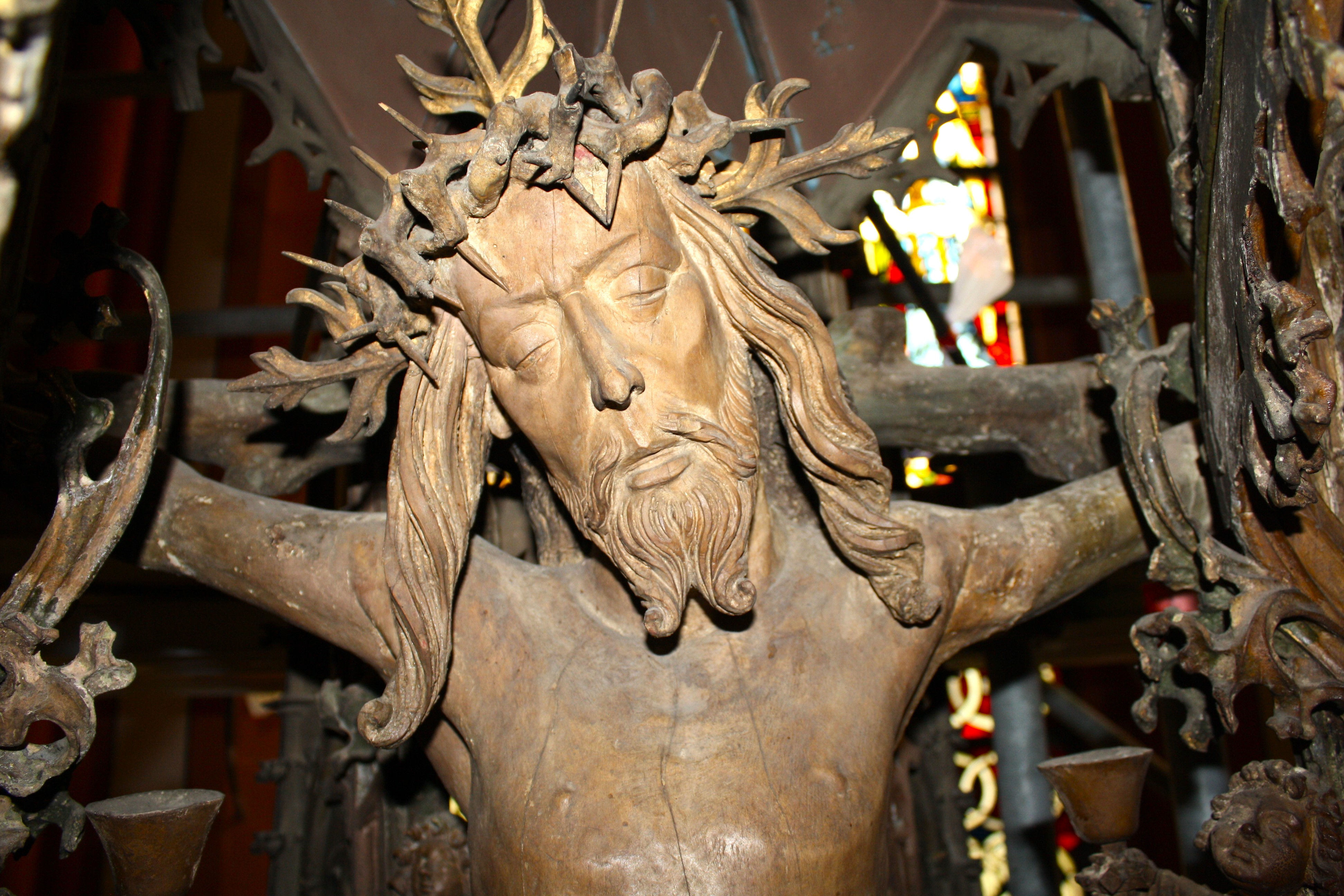
Corpus Christi (original)
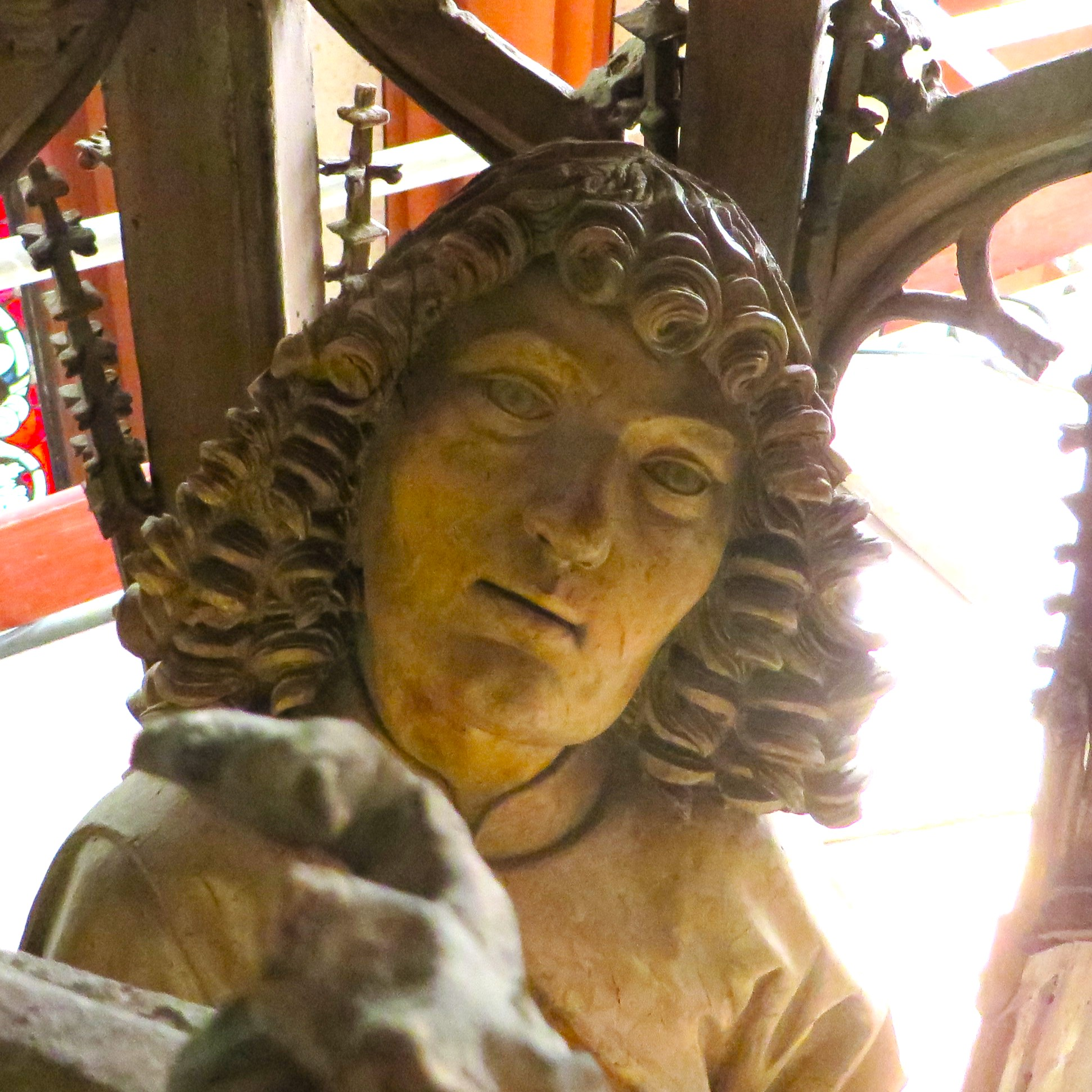
Johannes (Barock)
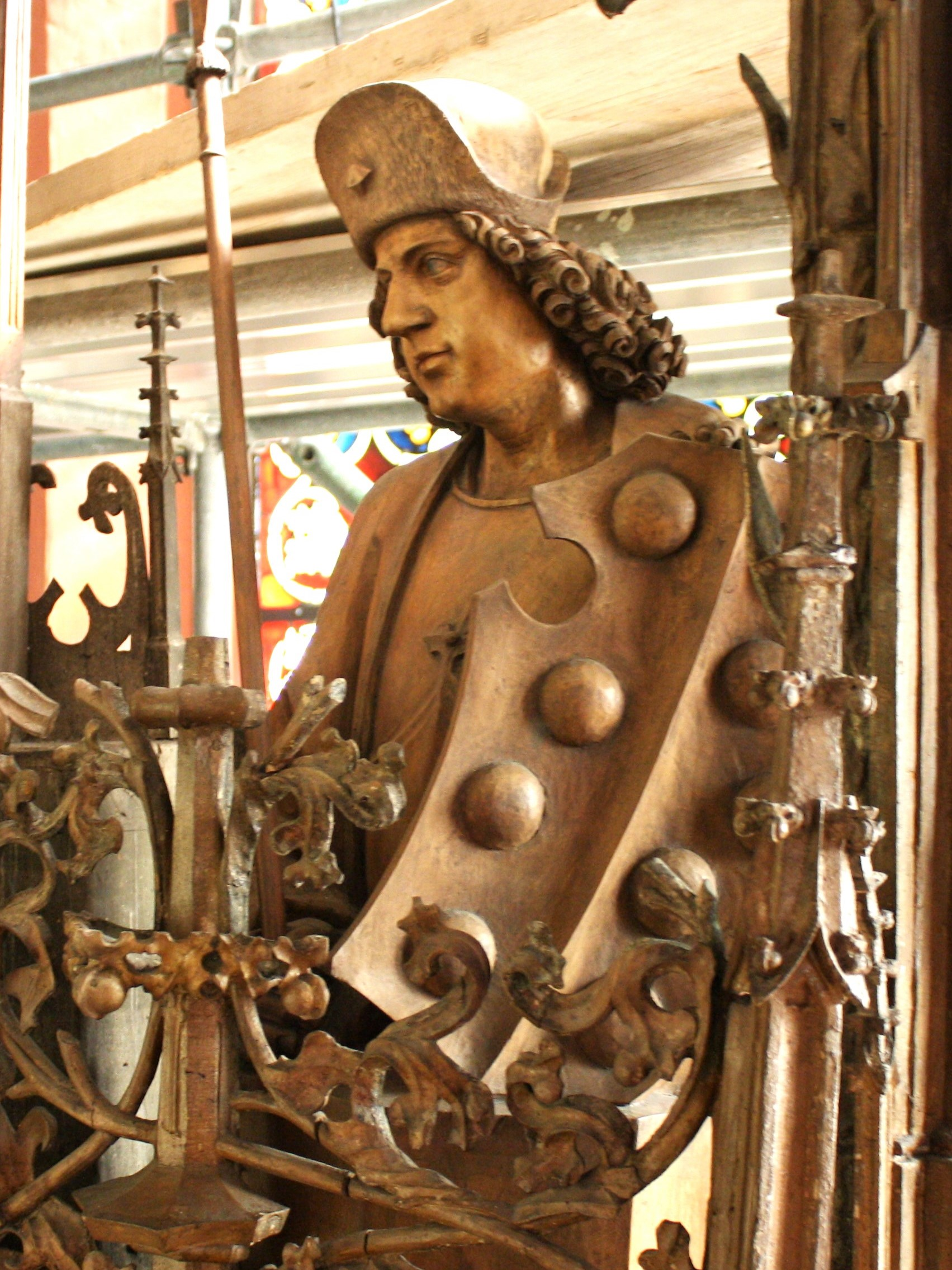
Altarwächter Quirin (1852/58)
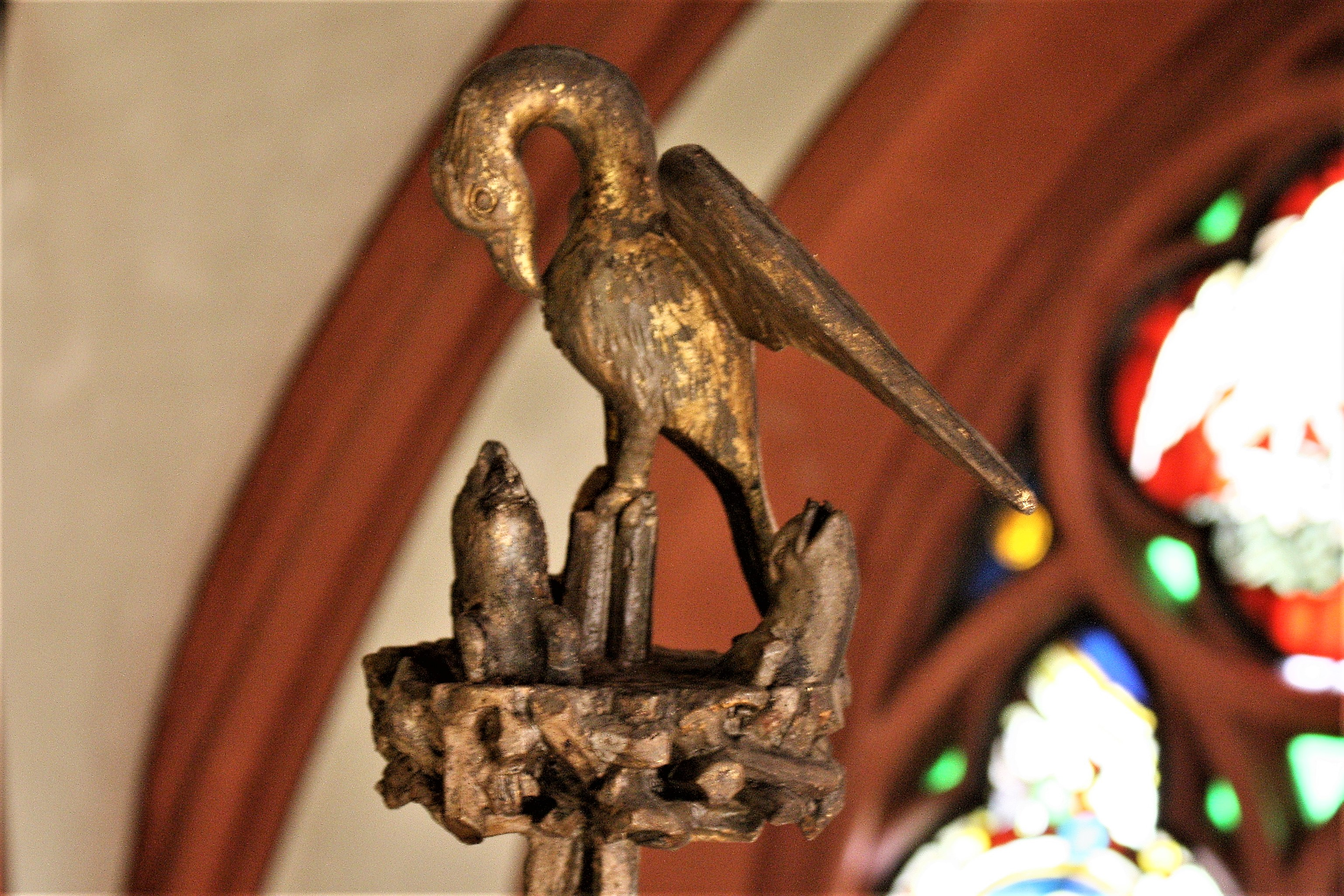
Pelikan mit Jungen als Bekrönung des mittleren Gesprengeturms

Auf den beiden horizontal geteilten Altarflügeln befinden sich innen und außen jeweils vier Tafelbilder. Auf den geöffneten Flügeln, vom Betrachter aus gesehen links, oben Pfingstwunder, darunter Auferstehung Christi, auf dem rechten Flügel oben Aufnahme Mariens in den Himmel und darunter Christi Himmelfahrt. Die Bilder sind zusätzlich im oberen Bereich mit einem aufwendigen Schleier Flachrelief aus Astwerk, mit Kobolden und Vögeln verziert. Auf den nicht sichtbaren Außenseiten der Flügel befinden sich oben die Gemälde der Dornenkrönung und der Kreuztragung Christi, unten Christus am Ölberg und die Geißelung Christi, allerdings ohne schmückendes Flachrelief. Die erst 1719 aufgetragenen Bilder sind von schlechter künstlerischer Qualität und passen nicht zur Schnitzkunst des gotischen Retabels. Schon bei der Renovierung im 19. Jh. wurden diese Gemälde, von Zeitgenossen, als „elende Pinselei“ bezeichnet, wegen ihres historischen Wertes blieben sie aber erhalten.

Tafelbilder der Altarflügel
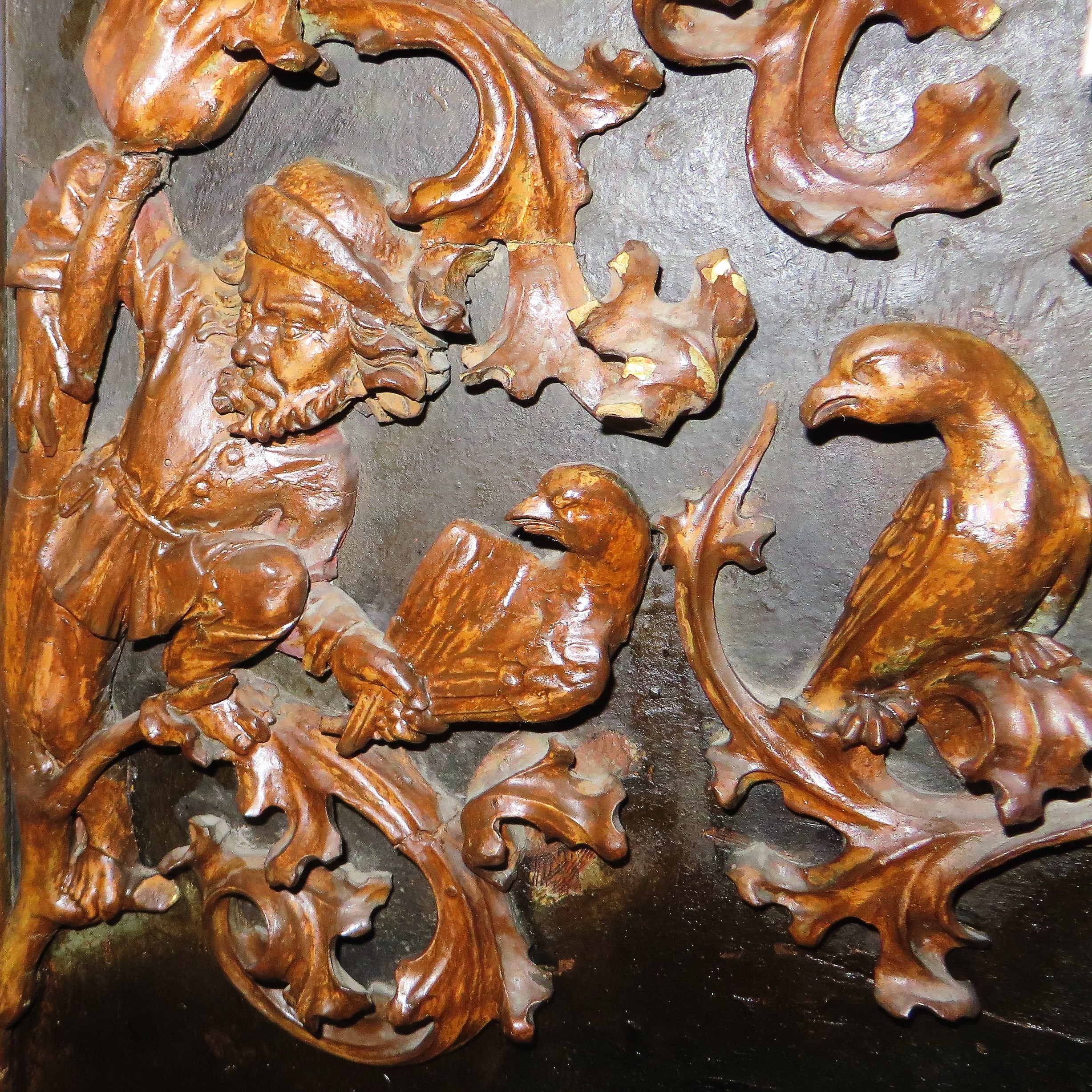
Flachrelief, Detailaufnahme eines Vogel fangenden Koboldes auf dem linken, geöffneten Altarflügel
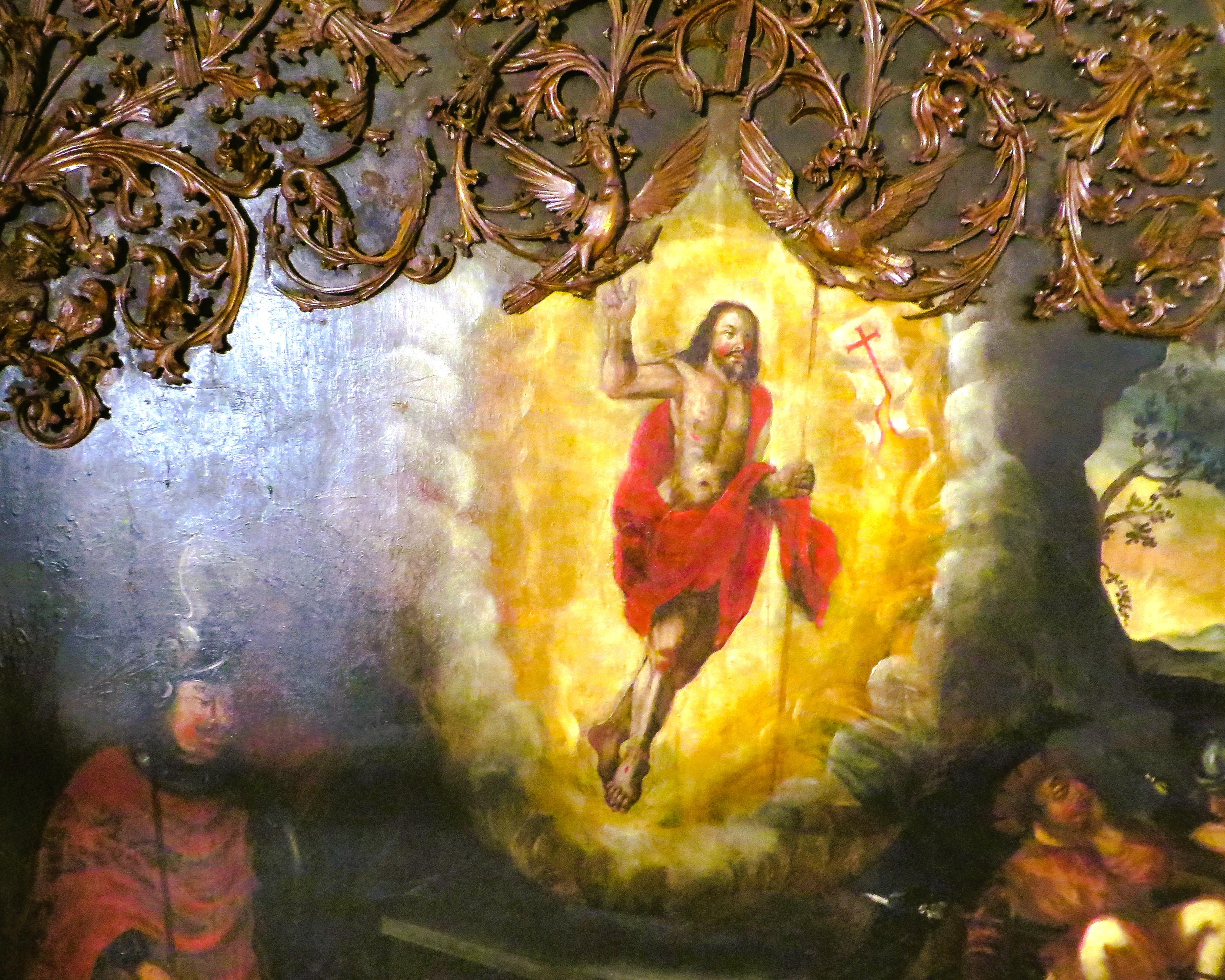
Auferstehung Christi links unten
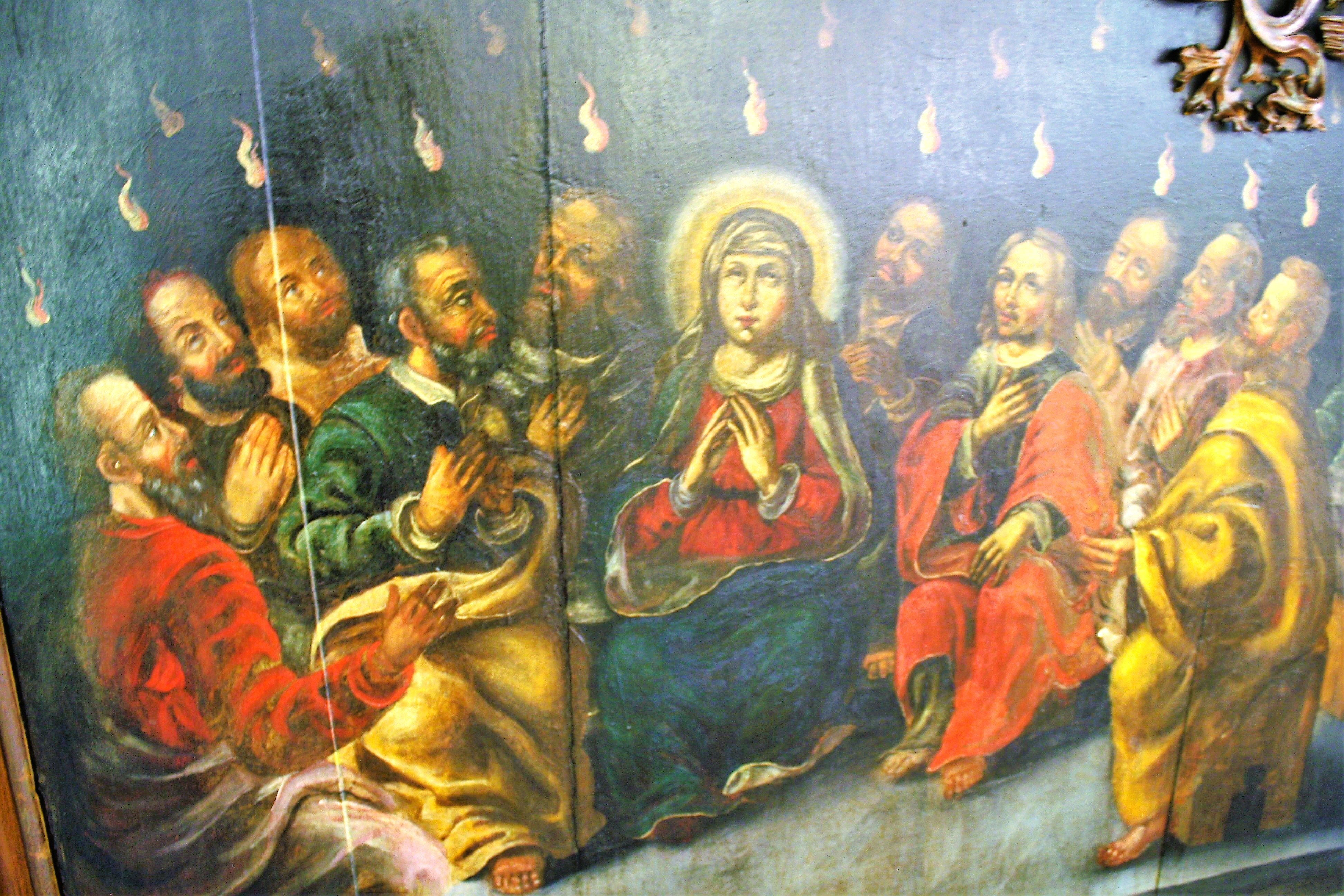
Pfingstwunder links oben
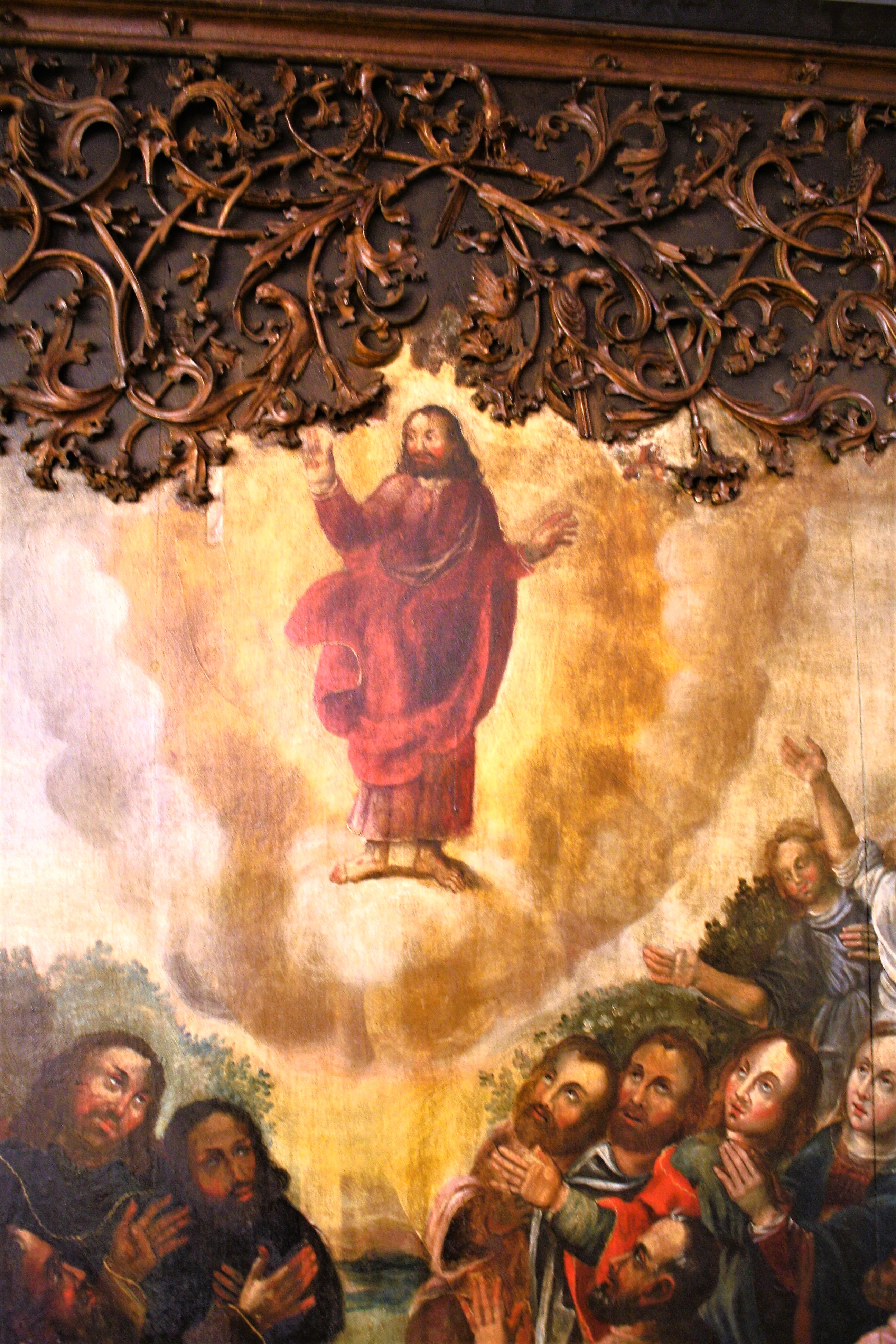
Himmelfahrt Christi rechts unten
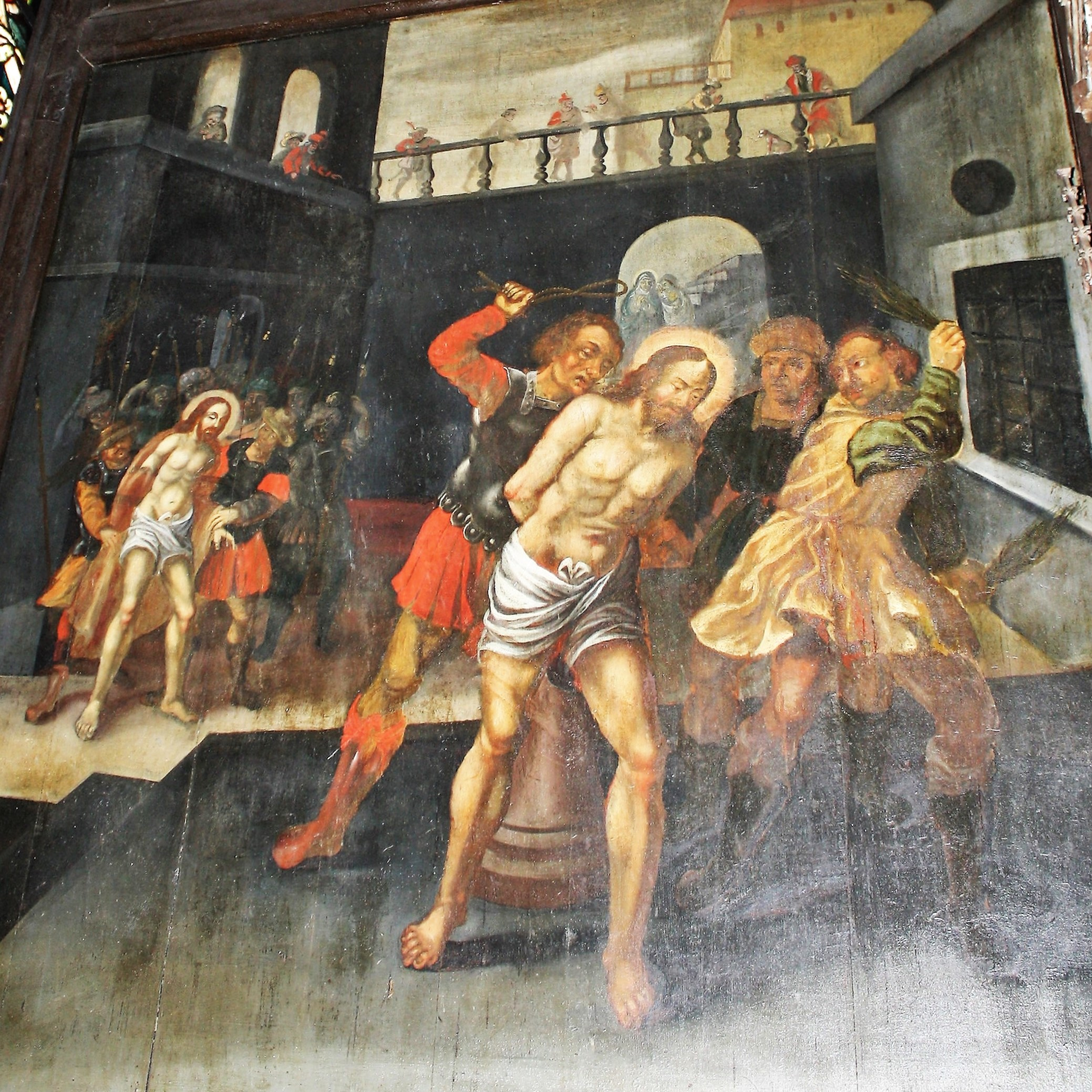
Geißelung Christi, nur im geschlossenen Zustand zu sehen
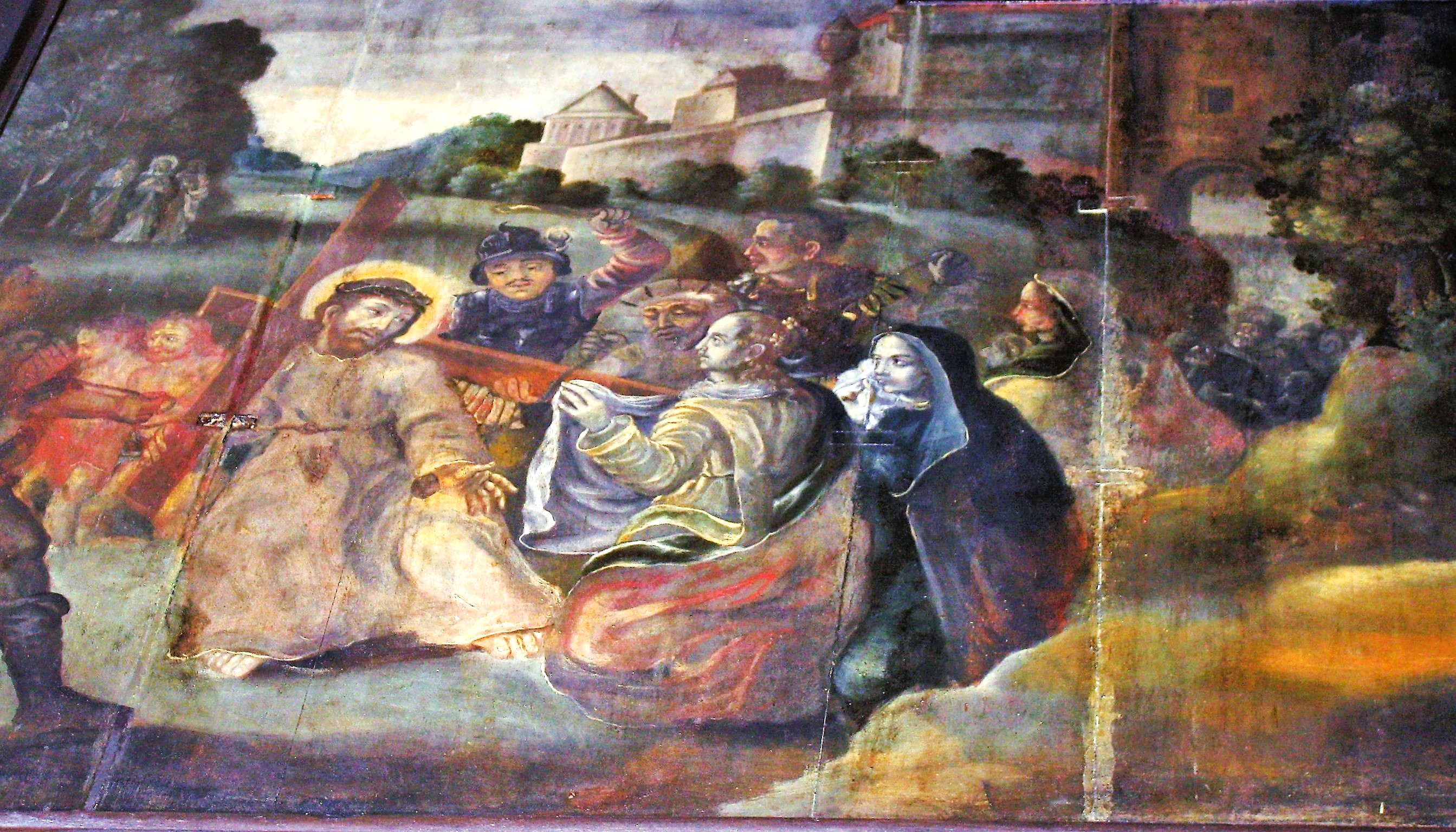
Kreuztragung Christi, nur im geschlossenen Zustand zu sehen